# Wiesloch
Wiesloch (ⓘ) ist eine Stadt mit rund 27.000 Einwohnern im nördlichen Baden-Württemberg, etwa 13 km südlich von Heidelberg. Sie ist nach Weinheim und Sinsheim die drittgrößte Stadt des Rhein-Neckar-Kreises und bildet mit der Nachbarstadt Walldorf ein Mittelzentrum in der Metropolregion Rhein-Neckar. Nach der Eingemeindung von Baiertal und Schatthausen wurde Wiesloch 1973 zur Großen Kreisstadt erhoben.

## Geographie

### Lage und Naturraum

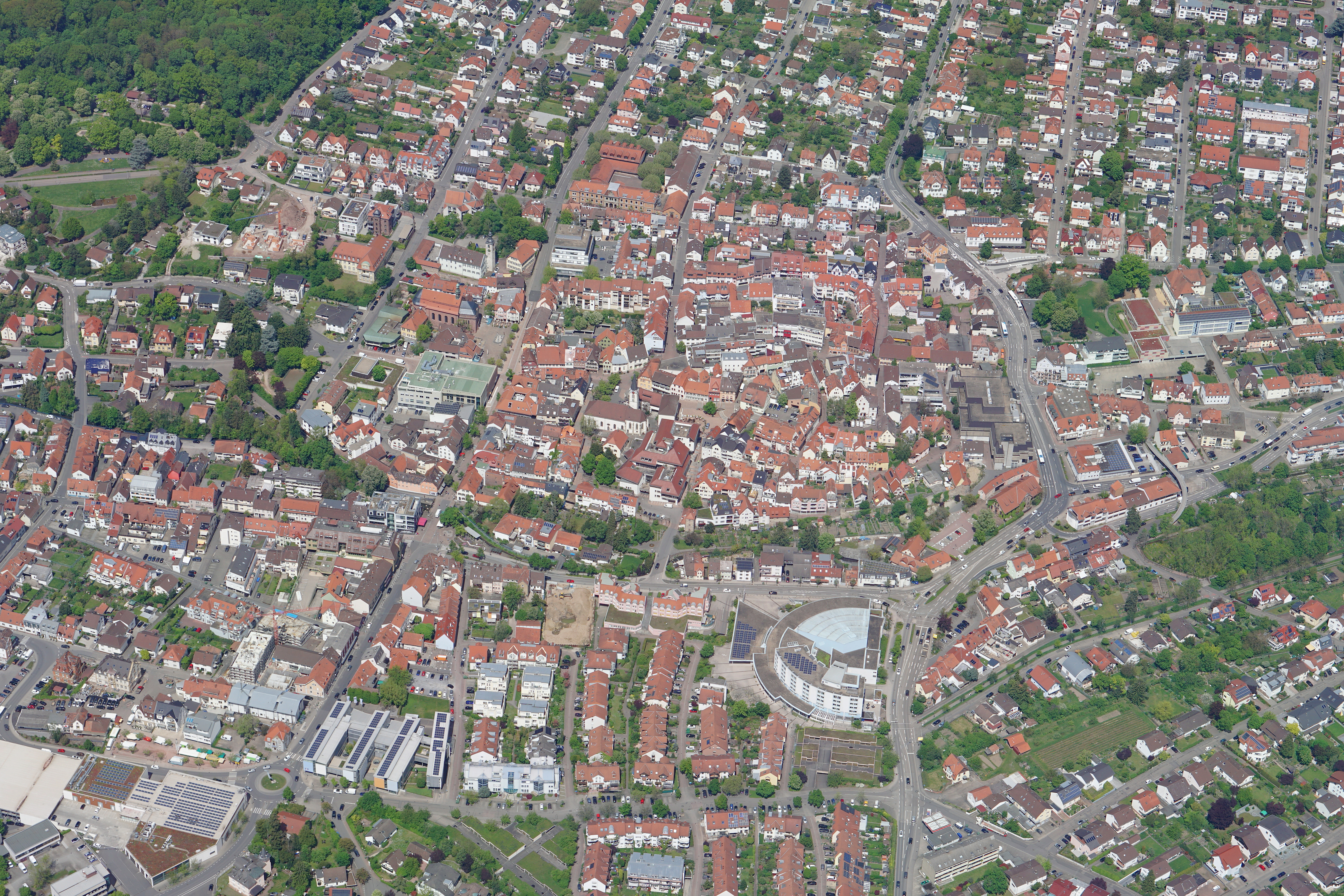
Das Zentrum von Wiesloch

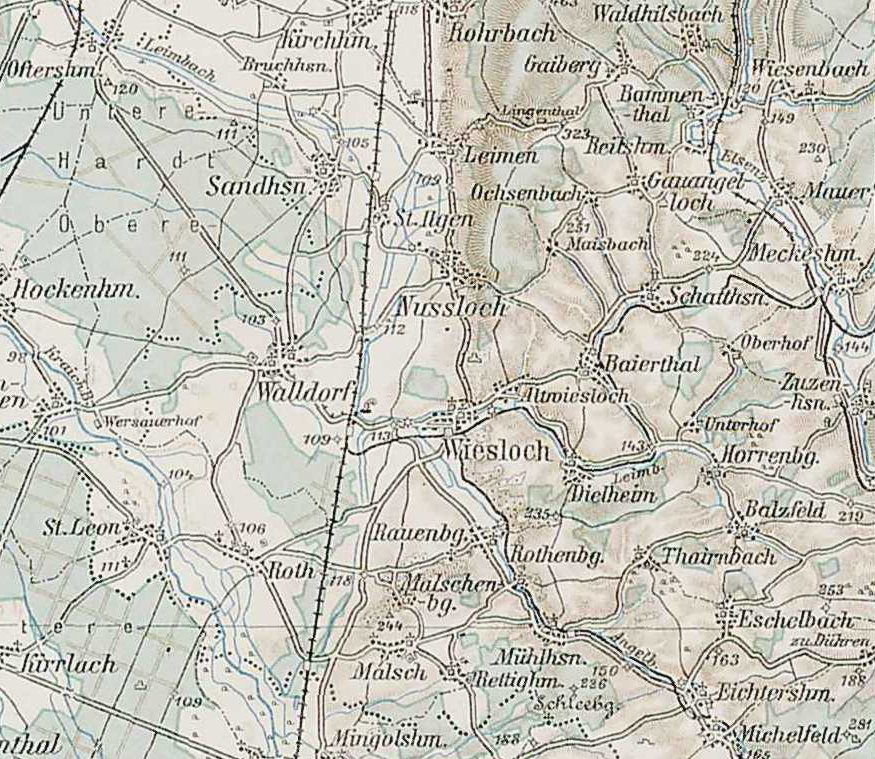
Wiesloch und Umgebung 1907

Niederschlagsdiagramm

Wiesloch liegt teils an den südlichen Ausläufern des kleinen Odenwaldes, teils im Rheintal und teils im Kraichgauer Hügelland. Auf Wieslocher Gemarkung fließen fünf Bäche: Leimbach, Gauangelbach, Waldangelbach, Ochsenbach und Maisbach.
Folgende Gemeinden grenzen im Uhrzeigersinn an die Stadt Wiesloch, beginnend im Norden: Nußloch, Leimen, Mauer, Meckesheim, Dielheim, Rauenberg, St. Leon-Rot und Walldorf.
Die Gemarkung erstreckt sich über 3026,2 Hektar. Davon sind 32,1 Prozent Siedlungs- und Verkehrsfläche, 55,5 Prozent werden landwirtschaftlich genutzt und 9,4 Prozent sind bewaldet.

### Stadtgliederung
Die Stadt Wiesloch besteht aus den drei Stadtteilen Wiesloch (19.916 Einwohner am 31. Dezember 2007), Wiesloch-Baiertal (4.489 Einwohner) und Wiesloch-Schatthausen (1.622 Einwohner). Die Stadtteile sind räumlich identisch mit den früheren Gemeinden Wiesloch, Baiertal und Schatthausen.
Zum Stadtteil Wiesloch-Baiertal gehören das Gehöft Schatzgrundhof, die Häuser Hohenhardterhof und die Pumpstation Maisbachtal. Zum Stadtteil Wiesloch gehören Altwiesloch, Frauenweiler und die Orte Beim Staatsbahnhof, Heil- und Pflegeanstalt und Hühnerfarm Zimmermann. Außerdem liegen im Stadtteil Wiesloch die Wüstungen Binrohrhusen, Sternweiler und Frau(en)weiler.
Auf die Kernstadt mit Frauenweiler entfallen 1731,8 Hektar der Gesamtgemarkungsfläche, auf Baiertal 725,2 Hektar und auf Schatthausen 569,2 Hektar.

### Klima
Die Durchschnittstemperaturen in Wiesloch betragen im Januar 1,3 °C und im Juli 19,8 °C. Dieses äußerst milde Klima bietet, wie an der gesamten Bergstraße, seit jeher gute Bedingungen für den Weinbau. Jährlich fallen etwa 777 mm Niederschlag. Das ist normal und fällt in das mittlere Drittel der in Deutschland erfassten Werte. An 58 Prozent der Messstationen des Deutschen Wetterdienstes werden niedrigere Werte registriert. Der trockenste Monat ist der Februar, der feuchteste der Juni. Im Juni fallen 1,6 mal so viel Niederschläge wie im Februar. Die Niederschläge variieren mäßig. An 44 Prozent der Messstationen werden niedrigere jahreszeitliche Schwankungen registriert.

### Raumplanung
Wiesloch bildet mit der Nachbarstadt Walldorf ein Mittelzentrum der Metropolregion Rhein-Neckar im Bereich des Oberzentrums Heidelberg. Zum Mittelbereich Wiesloch/Walldorf gehören neben diesen beiden Städten noch die Städte und Gemeinden Dielheim, Malsch, Mühlhausen, Rauenberg und St. Leon-Rot des Rhein-Neckar-Kreises. Mit der Nachbargemeinde Dielheim hat die Stadt Wiesloch eine Verwaltungsgemeinschaft vereinbart.

## Geschichte

### Frühe Geschichte

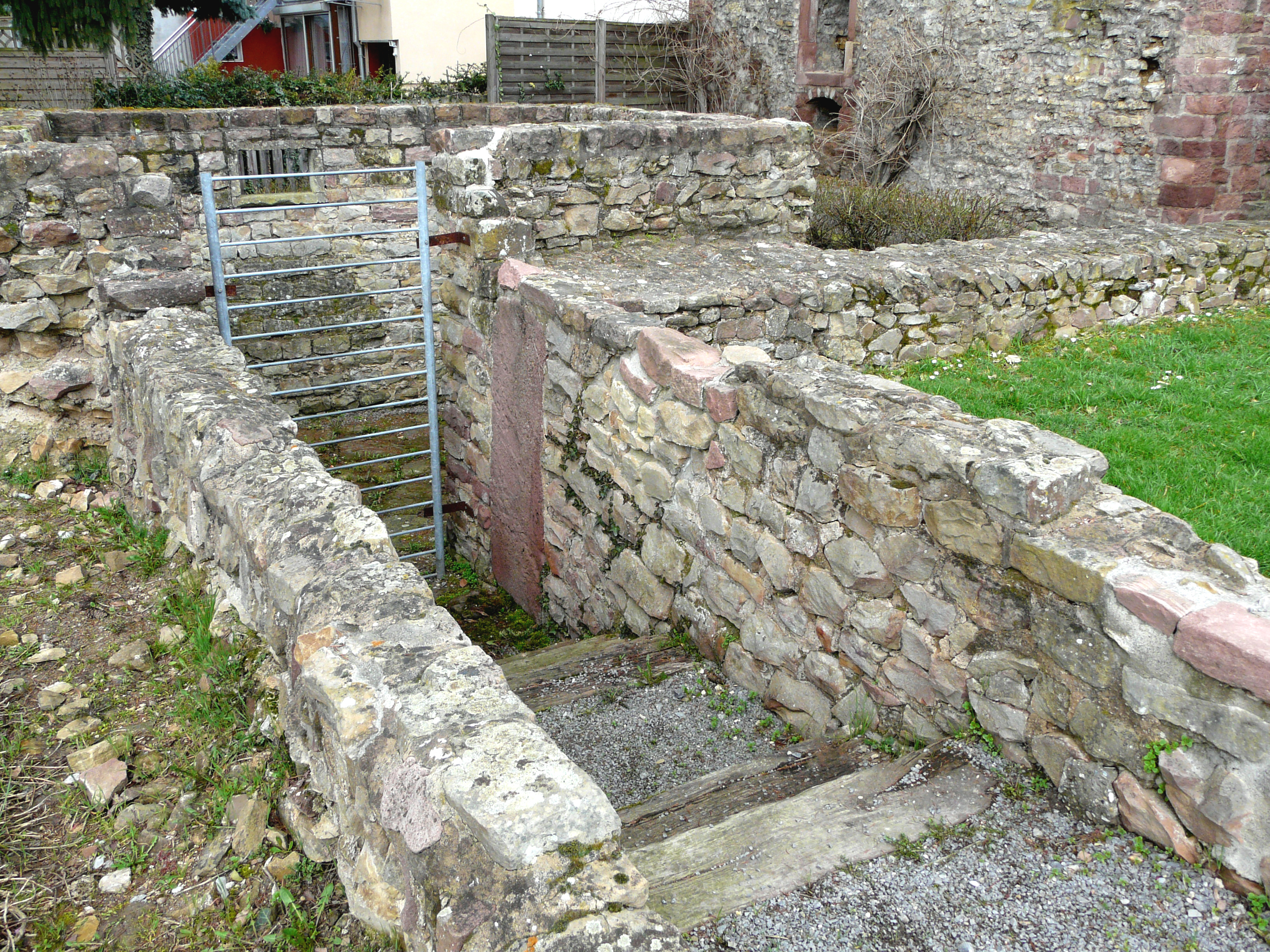
Römischer Keller am Röhrbuckel

Wieslochs Ursprünge lassen sich bis in die keltische Zeit (um 500 v. Chr.) zurückverfolgen. Seit dem 1. Jahrhundert ist Bergbau auf Blei, Silber und vermutlich auch Galmei in Wiesloch nachweisbar.
Im Westen von Wiesloch bestand von 120 bis 260 ein römisches Straßendorf (Vicus von Wiesloch) mit einigen Gutshöfen. Hier kreuzten sich zwei römische Fernstraßen, (Speyer–Bad Wimpfen–Limes und Ladenburg–Basel). Ein 1987 beim Bau eines Regenrückhaltebeckens in der Nähe des Bahnhofs Wiesloch-Walldorf aufgefundener Keller eines Römerhauses wurde wenig später ins Stadtzentrum  an den Röhrbuckel versetzt.
Der Siedlungsplatz an der alten Römerstraße behielt auch in der Zeit der Völkerwanderung seine Bedeutung, Bodenfunde aus der Zeit vom 3. bis zum 8. Jahrhundert lassen im äußersten Westen Wieslochs gar eine Siedlungskontinuität über jene Zeit möglich scheinen.

### Siedlungsgründung

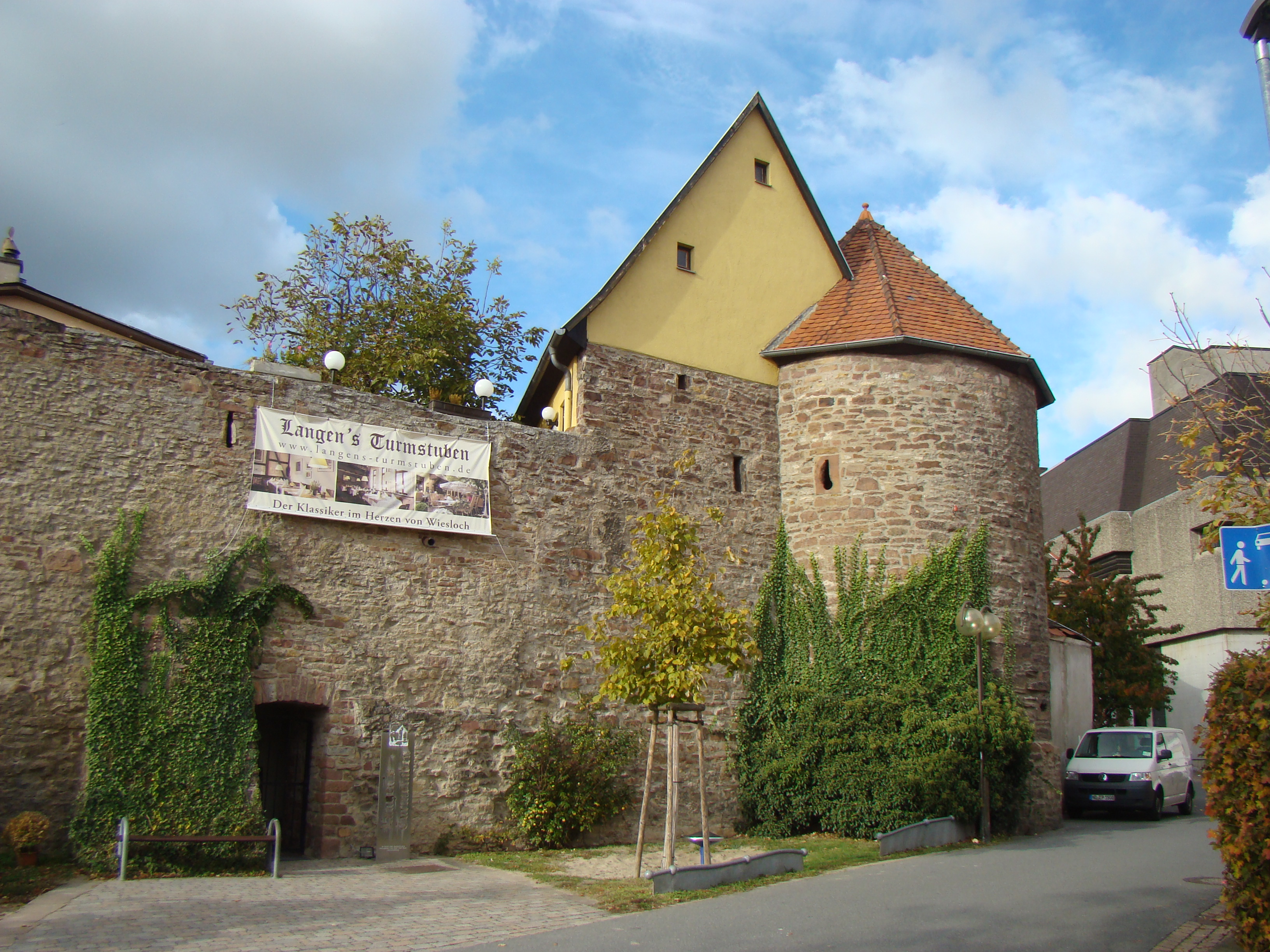
Der Runde Turm und die Stadtmauer sind Reste der mittelalterlichen Befestigung der Stadt

Ebenfalls längs der Römerstraße nach Wimpfen und noch im Bereich des römischen Vicus (im heutigen Gewann Hoschket) entstand im 6. oder spätestens 7. Jahrhundert der älteste Siedlungskern des heutigen Wiesloch. Dieser Ort wurde im Lorscher Codex am 12. September 801 in einer Schenkungsurkunde an das Kloster Lorsch als Wezzinloch erstmals erwähnt.
Bis 838 kamen weitere Teile des Ortes, an dem im 9. und 10. Jahrhundert eine bedeutende Töpferei bestand, an das Kloster Lorsch. 889 urkundete König Arnolf von Kärnten in Wiesloch. 965 bekam Wiesloch von Kaiser Otto I. die Erlaubnis erteilt, einen öffentlichen Markt einzurichten (bestätigt von König Otto III. (987) und von König Heinrich IV. (1067)).
Etwa 1,5 Kilometer östlich des vorigen Siedlungskerns, etwas südlich des heutigen Stadtkerns ungefähr auf Höhe des Kegelbahnwegs, entstand um die Mitte des 10. Jahrhunderts wegen des dortigen Bergbaus eine weitere Siedlung. Als der Bergbau in der zweiten Hälfte des 10. Jahrhunderts intensiviert wurde, gab man die Siedlung im Hoschket allmählich zugunsten der Bergbausiedlung auf.
Zum Schutz der Siedlung entstand nördlich des Leimbachs eine Burg, um die sich ein Burgweiler ansiedelte, aus dem dann die heutige Stadt Wiesloch entstand. Welche Bedeutung der Burgweiler rasch gewann, lässt sich daran erkennen, dass zu den ältesten Bodenfunden die Grundmauern einer dreischiffigen romanischen Pfeilerbasilika aus der Zeit um 1070 in der heutigen evangelischen Stadtkirche zählen.
Als ab dem 12. Jahrhundert der Bergbau nachließ, wurde auch die Bergbausiedlung südlich des Leimbachs aufgegeben. In etwa gleichzeitig entstand etwa einen Kilometer östlich des Burgweilers eine weitere Burg, die den Kern des später Altwiesloch genannten Ortes bildete, der mit Stadtmauer und Türmen befestigt wurde.

### Kurpfälzische Stadt

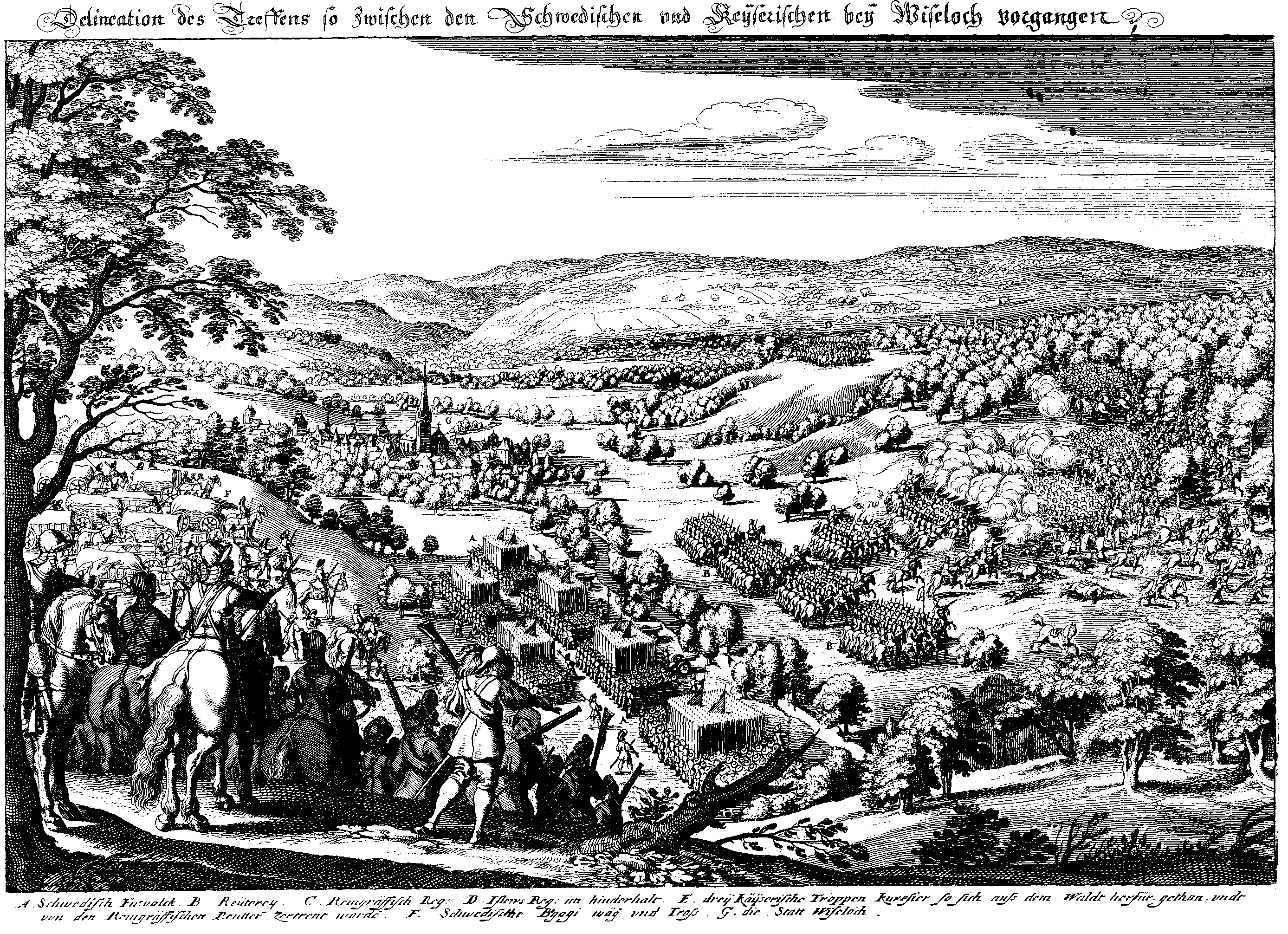
Schlacht bei Wiesloch 1632

Wiesloch um 1850 vom Ludwigsberg mit Zinkbergbau im Vordergrund (im Hintergrund: Malschenberg mit Letzenberg)

Im frühen 13. Jahrhundert geriet Wiesloch unter die Herrschaft der Pfalzgrafen bei Rhein, der späteren Kurfürsten der Pfalz. Als Stadt wurde Wiesloch erstmals 1288 in einer Urkunde des Pfalzgrafen Ludwig des Strengen erwähnt, der genaue frühere Zeitpunkt der Verleihung des Stadtrechts ist jedoch unbekannt. Schultheiße und Schöffen wurden seit 1290 erwähnt. 1296 urkundete König Adolf in Wiesloch.
Spätestens ab dem hohen Mittelalter spielte der Weinbau eine bedeutende Rolle in der Stadt. In den alten Schenkungsurkunden an das Kloster Lorsch gibt es noch keine Hinweise auf Weinberge, doch dürften diese auch damals schon bestanden haben. Im späten 13. Jahrhundert erwarb das Kloster Schönau gemeinsam mit weiteren traditionellen Weinlagen auch Weinbergflächen in Wiesloch.
Im 15. Jahrhundert waren die örtlichen Weinbergflächen dann zumeist im Besitz von Bürgern, die gegenüber der herrschaftlichen Kellerei in der Burg Wiesloch abgabepflichtig waren. Von 1410 bis 1499 zählte Wiesloch zur Herrschaft Pfalz-Mosbach.
Im Dreißigjährigen Krieg fand am 27. April 1622 (in der Nähe von Wiesloch) die Schlacht bei Mingolsheim statt. Die  Hauptmacht des Heeres der katholischen Liga unter persönlicher Führung Tillys kämpfte gegen das Heer des geächteten Pfalzgrafen Friedrich V. (des sogenannten Winterkönigs von Böhmen) unter Führung Mansfelds.
Am 16. August 1632 fand die Schlacht bei Wiesloch zwischen den schwedischen Truppen unter Gustav II. Adolf und den kaiserlichen Truppen statt.
Wiesloch wurde am 28. Januar 1689 infolge des Pfälzischen Erbfolgekrieges von französischen Truppen des Generals Mélac heimgesucht und fast völlig niedergebrannt und zerstört.
Im Zweiten Koalitionskrieg fand am 3. Dezember 1799 eine weitere Schlacht bei Wiesloch statt. Dabei vertrieb der österreichische Feldmarschallleutnant Anton Sztáray de Nagy-Mihaly die Französische Armee aus den rechtsrheinischen Gebieten und beendete die französische Belagerung der Festung Philippsburg.

### Badische Amtsstadt
Bis 1803 gehörte Wiesloch zur Kurpfalz, danach ging die Stadt im Zuge des Reichsdeputationshauptschlusses, der große gebietliche Veränderungen mit sich brachte, an das nachmalige Großherzogtum Baden und wurde zur Amtsstadt erhoben. 1806 wurde sie Sitz eines Bezirksamtes, das dem Unterrheinkreis in Mannheim nachgeordnet war.
Nachdem der Weinbau im späten 18. und frühen 19. Jahrhundert durch Schädlinge und Misswuchs an Bedeutung verloren hatte, ergriffen mehrere Wieslocher Familien nach dem Zehntablösungsgesetz von 1832/33 die Initiative zur Wiederbelebung des Weinbaus. Man erneuerte nicht nur die bestehenden Weinbaulagen, sondern erschloss auch neue Lagen, indem man von Erzbergbau-Pingen durchzogenes Gelände einebnete oder Waldgebiete ausstockte. Besondere Verdienste um den Weinbau hat sich der Wieslocher Apotheker Johann Philipp Bronner (1792–1864) erworben, der große Ödflächen für den Weinbau nutzbar machte und später eine Rebschule und eine Weinhandlung gründete.
Die Funktion als Amtsstadt und Mittelzentrum begünstigte den Aufschwung von Handel und Gewerbe in Wiesloch. Gleichzeitig erlebte der traditionelle Bergbau seinen Niedergang und ging mit dem Bau der Badischen Hauptbahn die Bedeutung der Wieslocher Poststation als Fernverkehrsknoten auf den außerhalb des Ortes liegenden, 1843 errichteten Bahnhof über. Dort siedelten sich im späten 19. Jahrhundert einige wenige Industrieanlagen an, darunter die Tonwarenfabrik, die 1905 mit 305 Beschäftigten der größte Arbeitgeber am Ort war, und ein Dampfkraftwerk. Im Ort gab es vor allem zunächst Schuh- und Zigarrenfabriken.
Bertha Benz ging auf ihrer Jungfernfahrt, an die seit 2008 die Ferienstraße Bertha Benz Memorial Route erinnert, Anfang August 1888 mit dem Wagen ihres Mannes von Mannheim nach Pforzheim in Wiesloch der Sprit aus, und sie musste beim Apotheker der Stadt-Apotheke den Treibstoff Ligroin kaufen. An diese Anekdote erinnert heute ein Denkmal am Wieslocher Marktplatz sowie ein Hinweisschild an der Stadt-Apotheke als erste Tankstelle der Welt.
Der Bau der Bahnstrecken Wiesloch–Meckesheim und Wiesloch Stadt–Waldangelloch zog ab 1901 die massive Industrialisierung der Stadt nach sich. Entlang der Bahnlinie siedelten sich zahlreiche Betriebe an, teils mit eigenen Anschlussgleisen. Ebenso siedelte sich Industrie längs des Leimbachs an, wo u. a. die Vereinigte Leder- und Schuhfabrik die Wasserkraft nutzte und die ihr zuliefernde Lohmühle Holz anflößen ließ.
Die Bahn als Transportmittel für Holz führte zur Ansiedlung mehrerer Schreinereien und Möbelfabriken.

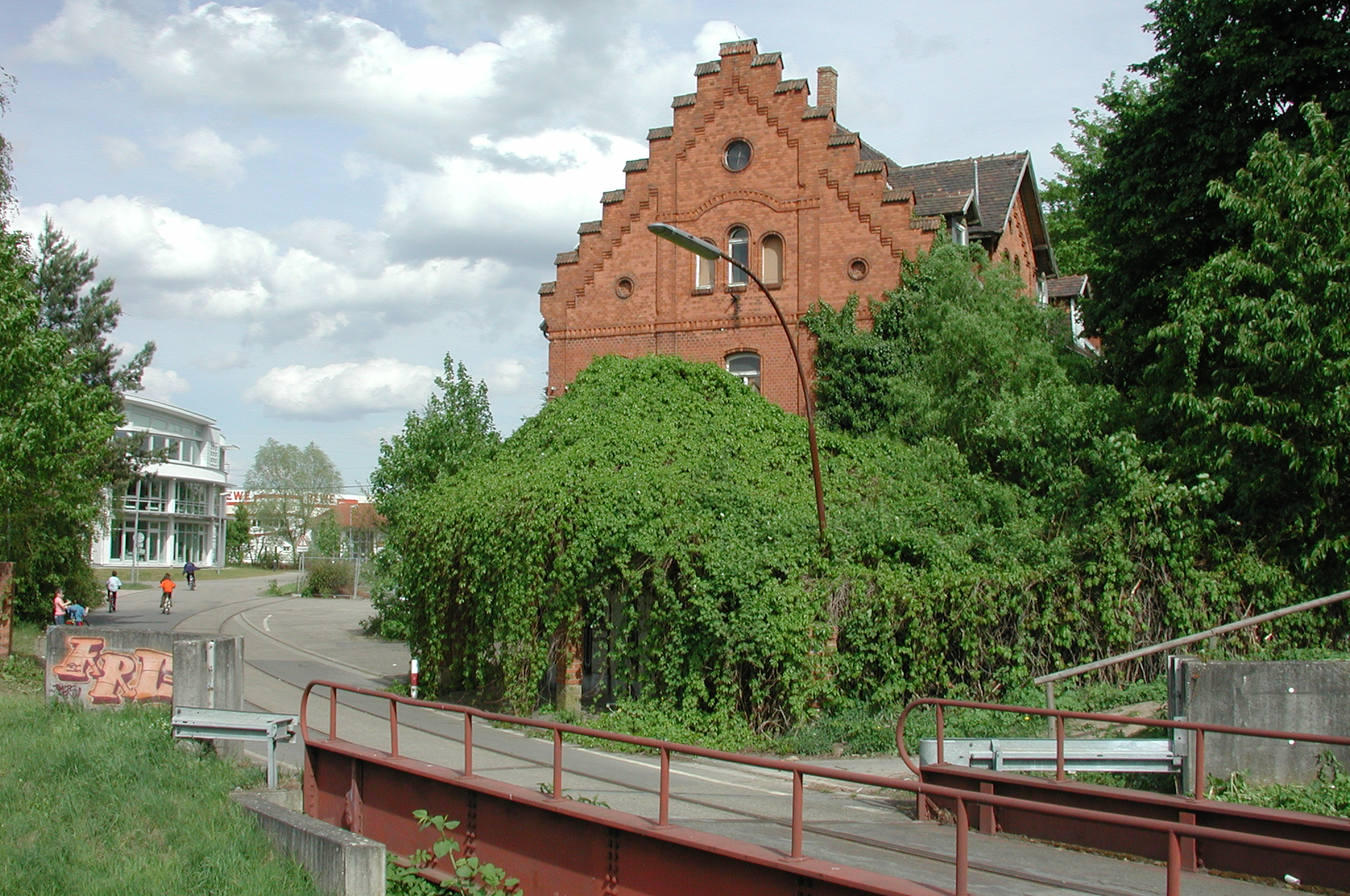
Ehemaliges Verwaltungsgebäude der Wieslocher Tonwarenfabrik am Leimbach mit Anschlussgleis (Aufn. 2003)

1905 wurde die Heil- und Pflegeanstalt, das heutige Psychiatrische Zentrum Nordbaden, eröffnet. Die Anstalt verfügte über eine eigene Eisenbahn-Station. Der Ausbau der Anlage zu ihrer heutigen Größe zog sich bis in die 1920er Jahre hin.
Im Ersten Weltkrieg nahm man 1915 den Erzbergbau wieder auf. Ebenfalls in den Kriegsjahren entstand ein bis 1931 bestehendes Zementwerk an der Nebenbahn. Die Nähe zu Frankreich und die Gefahr einer französischen Besetzung schreckte in der unmittelbaren Nachkriegszeit ansiedelungswillige Betriebe zunächst ab. Im Jahr 1921 hielt man Wiesloch dann für weniger bedroht als Mannheim, so dass sich gleich acht schlackeverarbeitende Firmen, darunter Kälberer & Cie, dort niederließen. Später schlossen sich u. a. auch Maschinenbaufirmen (HEMAG, Holt-Schneider & Co.) an.
Um der gravierenden Wohnungsnot zumindest teilweise abzuhelfen, wurde 1925 am damaligen Stadtrand eine aus ausrangierten Eisenbahnwagen gebildete provisorische Siedlung angelegt, in der rund ein Dutzend Familien behelfsmäßige Unterkunft fanden; im Volksmund erhielt die erst 1937 aufgelöste Siedlung den Namen „Waggonia“. Die Weltwirtschaftskrise 1929/30 führte zum Niedergang einiger mittelständischer Unternehmen. Auch die Wieslocher Tonwarenfabrik (TIW) geriet in wirtschaftliche Probleme. Es kam zu hoher Arbeitslosigkeit, gezählt wurden 458 erwerbslose Personen bei 6415 Einwohnern im Januar 1933.

### Zeit des Nationalsozialismus
1936 wurde das Bezirksamt Wiesloch aufgelöst. Danach gehörte die Stadt zum Landkreis Heidelberg. Zur Bekämpfung der hohen Arbeitslosigkeit wurde ein Reichsarbeitsdienst-Lager errichtet. Von dort aus wurden vielfache Notstandsmaßnahmen durchgeführt, hauptsächlich Erschließungsarbeiten für die Siedlung Frauenweiler, darunter die Trockenlegung der Niederungen im Kraichbachtal, die Regulierung des Leimbachs sowie der Bau von Wasserleitungen. Diese Maßnahmen konnten jedoch wie auch die kurzfristigen Beschäftigungen beim Bau der Autobahnstrecke Frankfurt–Basel die Arbeitslosigkeit nicht merklich senken.
1937 gab es im Amt Wiesloch 1716 Arbeitslose (zum Vergleich im Amt Sinsheim 218). In den beiden Jahren vor dem Zweiten Weltkrieg war es mit dem Bergwerk der Stolberg AG dann abermals der Bergbau, der die Arbeitslosigkeit in Wiesloch drastisch zu senken vermochte.
Beim Novemberpogrom 1938 wurde die Synagoge der Jüdischen Gemeinde in der Synagogengasse/Ecke Hauptstraße von SA-Männern verwüstet, in der Folgezeit zweckentfremdet genutzt und 1957 abgerissen. Eine Gedenktafel am früheren Eingang und eine Originalsäule im Ortsteil Baiertal an der Ecke Mühlstraße/Pauline-Maier-Straße erinnern seit 1978 an das Gotteshaus und die verfolgten jüdischen Familien. Mit der Pauline-Maier-Straße wird eine jüdische Oberin aus Mannheim geehrt, die 1940 in das Camp de Gurs verschleppt und die mit ihren Patienten 1942 zur Vernichtung in das KZ Auschwitz deportiert wurde.
Die Heil- und Pflegeanstalt wurde zum Sammelpunkt der Aktion T4, bei der zwischen 1940 und 1944 mehr als 1200 Frauen und Männer verschleppt und ermordet wurden. Seit 1980 erinnert ein Gedenkkreuz vor der Krankenhauskirche an die Opfer, von denen einige auf dem Anstaltsfriedhof begraben sind.
Der Verlagerung von Rüstungsbetrieben hat sich die Stadt durch zahlreiche Absagen und wohl auch durch die Verzögerung des Baus von Anschlussgleisen nahezu völlig widersetzt. Lediglich die Mannheimer Firma Neidig & Co. produzierte in Wiesloch bis zum Ende des Zweiten Weltkriegs U-Boot-Pumpen.
In den letzten Kriegstagen wurde der Staatsbahnhof zwischen Walldorf und Wiesloch am 22. März 1945 zum Ziel von Luftangriffen, die den Rheinübergang der alliierten Truppen vorzubereiten halfen. Die Industrieanlagen beim Stadtbahnhof wurden dabei schwer beschädigt. Als die Alliierten dann am 31. März den Rhein überquerten, kam es zu weiteren Kriegsschäden durch Artilleriebeschuss. Die Stadt wurde am 1. April 1945 kampflos übergeben.

### Bergbau bis 1954
Seit keltischer Zeit ging intensiver Bergbau auf Zink, Eisen und Blei um. Im 19. Jahrhundert und bis 1954 wurde umfangreich Zink abgebaut, zuletzt durch die Stolberger Zink AG. Für eine detaillierte Auflistung, siehe: Liste von Bergwerken im Odenwald.

### Wirtschaftswunder und Große Kreisstadt
Nach dem Zweiten Weltkrieg wurden zwischen 1946 und 1949 in Wiesloch über 2000 Flüchtlinge und Vertriebene aufgenommen. Als in der Nachbargemeinde Rauenberg ab 1951 mit einer musterhaften Rebflurbereinigung begonnen wurde, schloss man sich in Wiesloch von 1954 bis 1960 ebenfalls mit der Bereinigung der kleinteilig parzellierten Rebfluren an.
1954 wurde der Wieslocher Bergbau wegen Unrentabilität endgültig stillgelegt. Dafür entstanden in den Jahren des „Wirtschaftswunders“ und danach neue Beschäftigungsmöglichkeiten, etwa das 1957 eröffnete Werk der Heidelberger Druckmaschinen. Für diese Industriebetriebe kamen auch zahlreiche Gastarbeiter nach Wiesloch, v. a. aus Italien und der Türkei; durch diese und spätere Einwanderergruppen wurde die Stadt sehr geprägt. Um dieser Tatsache Rechnung zu tragen, wurde 1971 in Wiesloch die erste Ausländervertretung Deutschlands gebildet.
Mit der Kreisreform 1973 kam die Stadt zum neu gebildeten Rhein-Neckar-Kreis. Im Rahmen der Gebietsreform der 1970er Jahre überschritt die Einwohnerzahl die 20.000er-Grenze. Daraufhin stellte die Stadt Wiesloch den Antrag auf Erhebung zur Großen Kreisstadt, was die Landesregierung von Baden-Württemberg dann mit Wirkung zum 1. Januar 1973 beschloss.
Die Wieslocher Hauptstraße wurde 1983 zur Fußgängerzone. Als Reaktion auf den massiven Rückgang der Steuereinnahmen hat die Stadt mit dem „Wieslocher Modell“ bundesweit als erste die kaufmännische Buchführung eingeführt, um die tatsächliche wirtschaftliche Situation transparent zu machen. Viele andere Städte haben dieses Modell inzwischen übernommen.
Laut Bekanntgabe von 1999 bzw. vom 4. August 2001 wurde Wiesloch zum Namensgeber für den Asteroiden (11916) Wiesloch.

### Eingemeindungen
1908 wurde Altwiesloch eingegliedert, das erst 1824 eine selbständige Gemeinde geworden war. 1937 wurde der Ortsteil Frauenweiler gegründet, der seinen Namen von einem 1293/94 erwähnten, aber 1526 aufgegebenen Ort erhielt, der als Zehntbezirk noch bis ins 19. Jahrhundert bestand. Am 31. Januar 1972 wurden Baiertal und Schatthausen eingemeindet.

### Einwohnerentwicklung
Einwohnerzahlen nach dem jeweiligen Gebietsstand. Die Zahlen sind Schätzungen, Volkszählungsergebnisse (¹) oder amtliche Fortschreibungen der jeweiligen Statistischen Ämter (nur Hauptwohnsitze).
| Jahr               | Einwohner |
| ------------------ | --------- |
| 1577               | 1.360     |
| 1689               | ca. 900   |
| 1727               | 978       |
| 1777               | 1.373     |
| 1855               | 2.956     |
| 1858               | 3.054     |
| 1. Dezember 1871   | 3.474     |
| 1. Dezember 1880 ¹ | 3.740     |
| 1. Dezember 1890 ¹ | 3.796     |
| 1. Dezember 1901 ¹ | 4.322     |
| 1. Dezember 1910 ¹ | 6.536     |
| 8. Oktober 1919 ¹  | 6.673     |
| 16. Juni 1925 ¹    | 7.278     |
| 16. Juni 1933 ¹    | 7.637     |
| 17. Mai 1939 ¹     | 7.932     |

| Jahr                 | Einwohner |
| -------------------- | --------- |
| Dezember 1945 ¹      | 7.636     |
| 13. September 1950 ¹ | 10.926    |
| 6. Juni 1961 ¹       | 13.651    |
| 27. Mai 1970 ¹       | 16.102    |
| 31. Dezember 1975    | 21.552    |
| 31. Dezember 1980    | 21.746    |
| 25. Mai 1987 ¹       | 21.862    |
| 31. Dezember 1990    | 22.947    |
| 31. Dezember 1995    | 24.647    |
| 31. Dezember 2000    | 25.383    |
| 31. Dezember 2005    | 26.229    |
| 31. Dezember 2010    | 26.034    |
| 31. Dezember 2015    | 26.426    |
| 31. Dezember 2020    | 26.605    |

¹ Volkszählungsergebnis

## Religionen

### Christentum

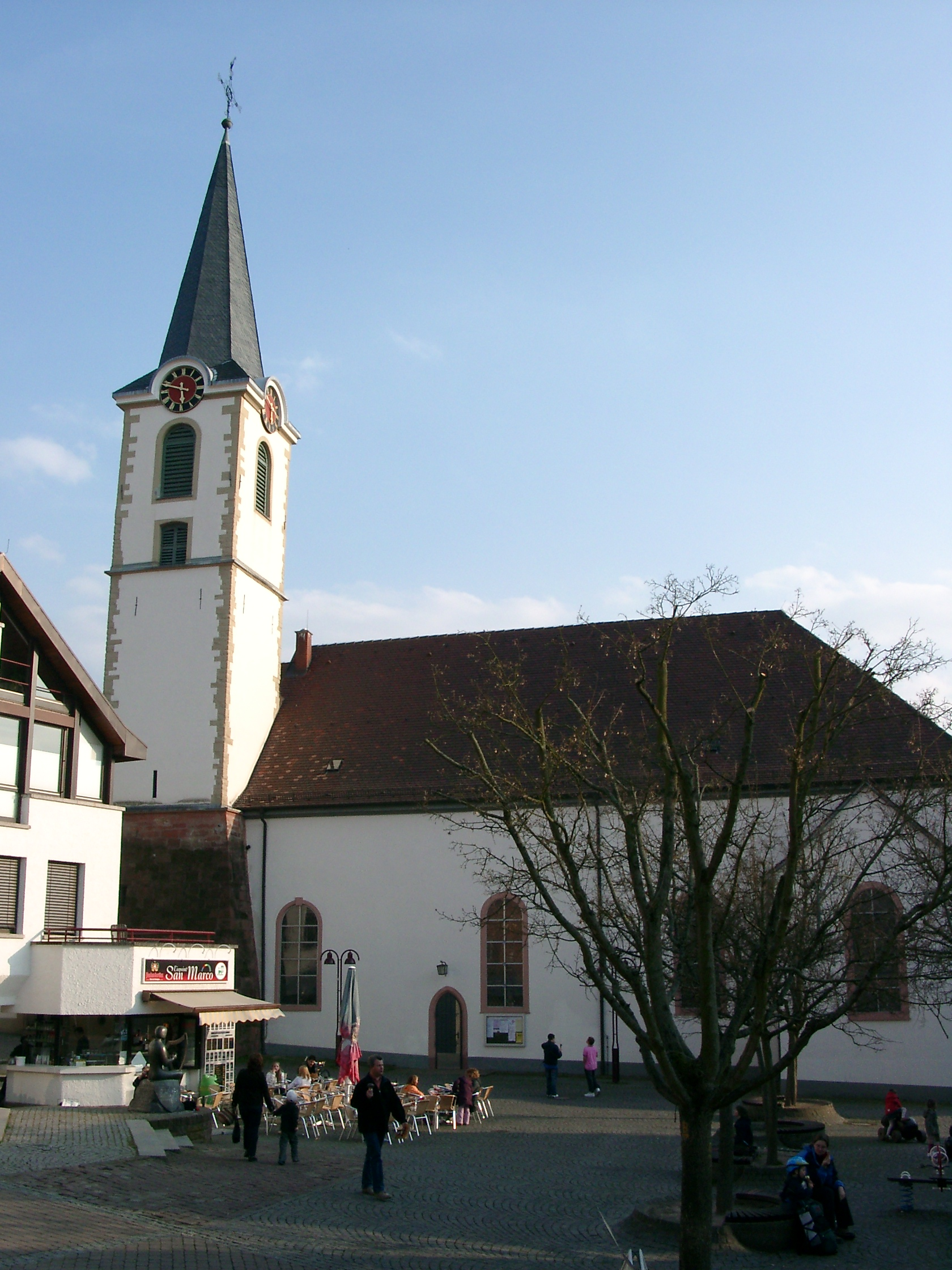
Evangelische Stadtkirche

Wiesloch gehörte anfangs zum Bistum Worms und kam später zum Bistum Speyer. 1071 weihte Bischof Gundekar II. von Eichstätt die heutige evangelische Stadtkirche dem heiligen Laurentius. Wie in der gesamten Kurpfalz, so wurde auch in Wiesloch die Reformation eingeführt. Wurde 1556 zunächst das lutherische Bekenntnis eingeführt, so wechselte man 1560 zum reformierten Bekenntnis. Wiesloch war danach eine überwiegend protestantische Stadt.
Als 1803 die reformierte Kurpfalz zum lutherischen Land Baden kam, lag eine Vereinigung der beiden protestantischen Kirchen nahe, die 1821 dann auch vollzogen wurde. Mit Pfarrer und Kirchenrat Johann Karl David Paul Reimold und Posthalter Jakob David Greiff waren auch zwei Wieslocher in der Badischen Generalsynode vertreten, die diese Union herbeiführte. Seitdem ist die Stadtkirche evangelisch-uniert.
Wiesloch ist heute Sitz des Dekanats Südliche Kurpfalz, das 2008 durch Vereinigung der bisherigen Kirchenbezirke Schwetzingen und Wiesloch entstanden ist. Zu ihm gehören neben der Evangelischen Kirchengemeinde Wiesloch mit Petrus- und Paulus-Gemeinde die Kirchengemeinden der Stadtteile Baiertal (mit Dielheim) und Schatthausen sowie die Kirchengemeinden der Städte und Gemeinden des Umlands, Altlußheim, Brühl, Eppelheim, Hockenheim, Ketsch, Leimen, Neulußheim, Nußloch, Oftersheim, Plankstadt, Reilingen, Sandhausen, Schwetzingen, St. Leon-Rot, Walldorf. Der Kirchenbezirk gehört zum Kirchenkreis Nordbaden innerhalb der Evangelischen Landeskirche in Baden.
Ebenso sind in Wiesloch der Evangelische Verein für Innere Mission Augsburgischen Bekenntnisses (A.B.-Verein), die Liebenzeller Gemeinschaft und der CVJM als Gemeinschaften der Landeskirche vertreten. Daneben gibt es auch eine Gemeinde der Evangelisch-methodistischen Kirche, einer evangelischen Freikirche, sowie die 2008 gegründete FeG Wiesloch-Walldorf (Freie evangelische Gemeinde). Außerdem existieren in Wiesloch-Kernstadt und Wiesloch-Baiertal zwei Neuapostolische Kirchen.

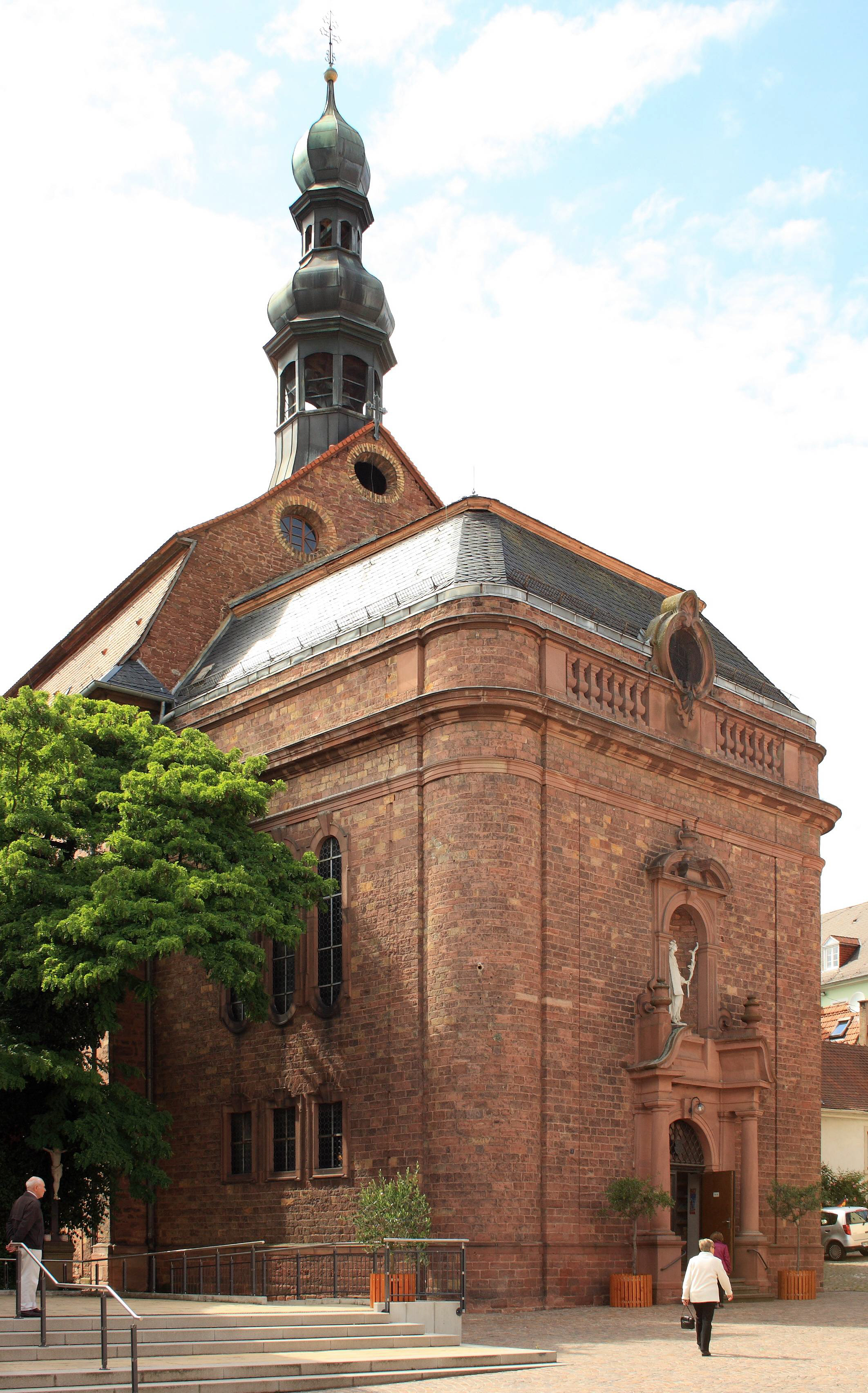
St.-Laurentius-Kirche

Die nach der Reformation übriggebliebenen Katholiken konnten von 1701 bis etwa 1725 den abgemauerten Chor der Stadtkirche als Gottesdienstraum mitbenutzen (Simultankirche). Später erwarben sie die säkularisierte Klosterkirche, die heutige katholische Kirche St. Laurentius. Gehörten die Katholiken im Raum Wiesloch zunächst noch zum Bistum Speyer, so wurden sie um 1821/27 Teil des neu gegründeten Erzbistums Freiburg.
Die Pfarrgemeinden wurden den Dekanaten Heidelberg, St. Leon und Waibstadt zugeordnet. Als 1929 das Dekanat St. Leon aufgehoben wurde, entstand das Dekanat Wiesloch, das 1976 seine heutige Ausdehnung erhielt. Ihm gehören heute insgesamt 29 Pfarrgemeinden an. Im Wieslocher Stadtgebiet umfasst es die Pfarrgemeinden St. Laurentius, Hl. Dreifaltigkeit (mit der Filialgemeinde St. Marien Frauenweiler), Hl. Kreuz und St. Gallus Baiertal (mit Hl. Dreifaltigkeit Schatthausen).

### Sonstige
Eine Jüdische Gemeinde in Wiesloch ist erstmals 1348/49 im Zusammenhang mit den Judenverfolgungen nachgewiesen. Nach mehrmaligen Vertreibungen und Verfolgungen siedelten sich in der Mitte des 17. Jahrhunderts wieder jüdische Familien in Wiesloch an. In Wiesloch bestand eine Synagoge und ein großer Verbandsfriedhof auch für die Gemeinden der Umgebung. In der Zeit vor und nach 1900 hatte die jüdische Gemeinde mit etwa 120 Mitgliedern ihren größten Mitgliederstand, der dann bis 1933 auf etwa 70 Personen sank. Die Gemeinde erlosch im Zuge der Judenverfolgung zur Zeit des Nationalsozialismus. Während der Novemberpogrome 1938 wurde die Synagogeneinrichtung von SA-Angehörigen zertrümmert und auf dem nahgelegenen Kirchplatz verbrannt; wertvolle Gegenstände waren vorher „gesichert“ worden. Auch Fensterscheiben jüdischer Wohnungen gingen zu Bruch. Einige Männer aus Wiesloch wurden ins KZ Dachau eingeliefert. Mehreren Familien gelang bis 1940 noch die Emigration. 18 Wieslocher Juden wurden im Oktober 1940 im Rahmen der Wagner-Bürckel-Aktion ins südfranzösische Internierungslager Gurs deportiert. 53 in Wiesloch gebürtige Juden wurden insgesamt ermordet. Das ehemalige Synagogengebäude in der Kleinen Straße wurde wegen Baufälligkeit Ende der 1950er Jahre abgebrochen. Eine in den 1970er Jahren angebrachte Hinweistafel wurde zur 50. Wiederkehr der Novemberpogrome durch eine neue ergänzt.
In neuerer Zeit gibt es auch eine große muslimische Gemeinde in Wiesloch, vor allem durch Zuwanderung aus muslimischen Ländern wie der Türkei. Seit 1995 verfügt diese Gemeinde auch über die nach dem osmanischen Sultan Süleyman I. benannte Kanuni-Sultan-Süleyman-Moschee. Daneben existiert zwischen Wiesloch und Baiertal das alevitische Kulturzentrum Wiesloch (Alevi Kültür Merkezi).

### Konfessionsstatistik
Gemäß der Volkszählung 2011 waren 30,8 % der Einwohner evangelisch, 33,9 % römisch-katholisch und 35,2 % waren konfessionslos, gehörten einer anderen Glaubensgemeinschaft an oder machten keine Angabe.
Der Anteil der Protestanten und Katholiken an der Gesamtbevölkerung ist seitdem beträchtlich gesunken. Ende 2024 hatte Wiesloch 27.665 Einwohner, davon waren 21,4 % evangelisch und 24,3 % römisch-katholisch. Die absolute Mehrheit mit 54,3 % gehörten entweder einer anderen oder gar keiner Glaubensgemeinschaft an.

## Politik

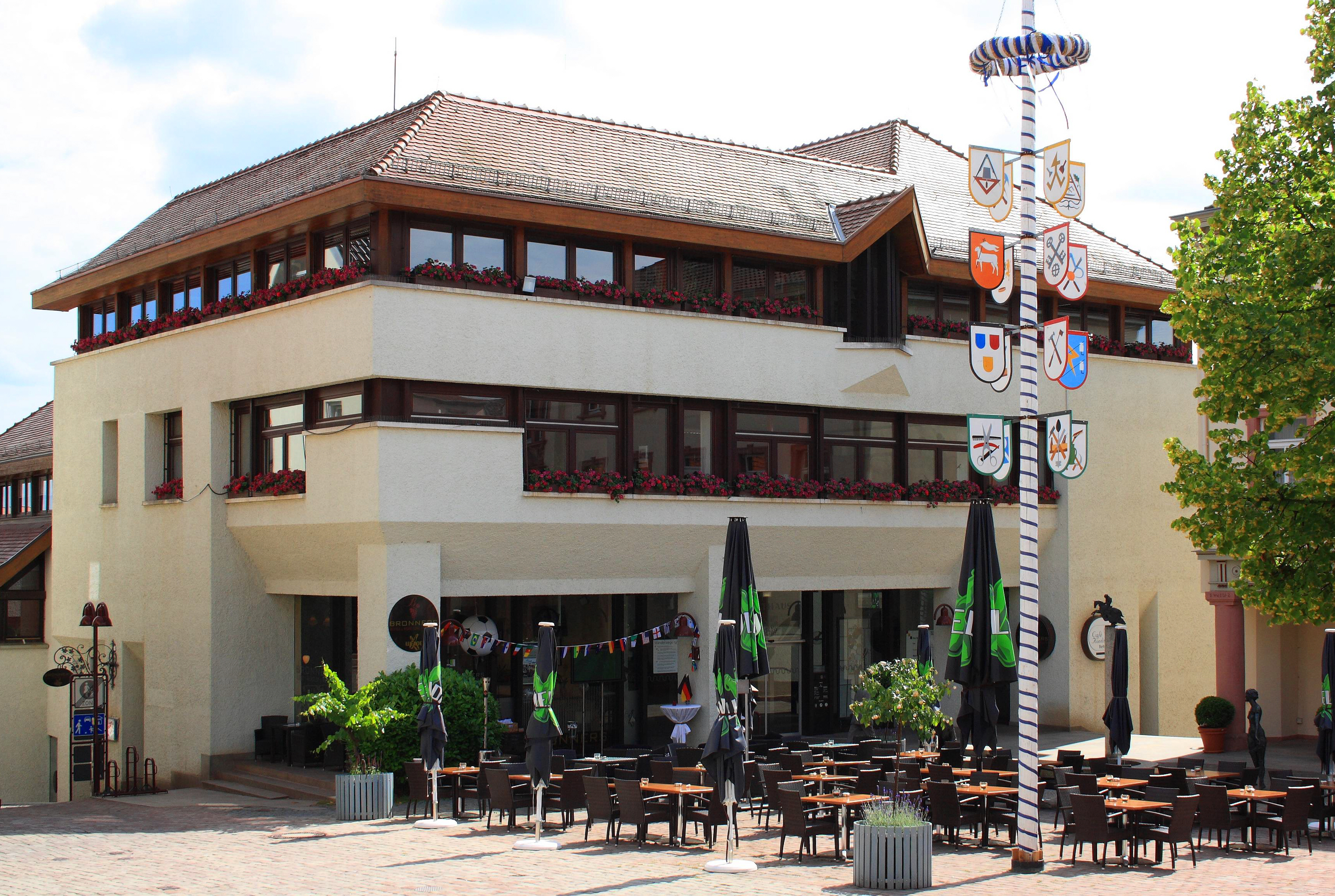
Rathaus

### Gemeinderat
Der Gemeinderat in Wiesloch besteht aus den 26 gewählten ehrenamtlichen Gemeinderäten, die den Titel Stadtrat führen, und dem Oberbürgermeister als Vorsitzendem. Der Oberbürgermeister ist im Gemeinderat stimmberechtigt.
Die Kommunalwahl am 9. Juni 2024 führte zu folgendem Ergebnis (mit Vergleichszahlen der Wahl 2019):
| Parteien und Wählergemeinschaften | Parteien und Wählergemeinschaften           | % 2024  | Sitze 2024 | % 2019 | Sitze 2019 | Kommunalwahl 2024 %3020100 25,75 %20,66 %19,41 %16,22 %7,55 %6,71 %3,69 % CDUGrüneFWSPDWGFAWLFDPGewinne und Verlusteim Vergleich zu 2019 %p 6 4 2 0 −2 −4 −6 −8+5,35 %p−7,24 %p+1,41 %p−0,08 %p+0,65 %p+1,21 %p−1,31 %pCDUGrüneFWSPDWGFAWLFDP |
| CDU                               | Christlich Demokratische Union Deutschlands | 25,75   | 7          | 20,4   | 5          | Kommunalwahl 2024 %3020100 25,75 %20,66 %19,41 %16,22 %7,55 %6,71 %3,69 % CDUGrüneFWSPDWGFAWLFDPGewinne und Verlusteim Vergleich zu 2019 %p 6 4 2 0 −2 −4 −6 −8+5,35 %p−7,24 %p+1,41 %p−0,08 %p+0,65 %p+1,21 %p−1,31 %pCDUGrüneFWSPDWGFAWLFDP |
| GRÜNE                             | Bündnis 90/Die Grünen                       | 20,66   | 5          | 27,9   | 8          | Kommunalwahl 2024 %3020100 25,75 %20,66 %19,41 %16,22 %7,55 %6,71 %3,69 % CDUGrüneFWSPDWGFAWLFDPGewinne und Verlusteim Vergleich zu 2019 %p 6 4 2 0 −2 −4 −6 −8+5,35 %p−7,24 %p+1,41 %p−0,08 %p+0,65 %p+1,21 %p−1,31 %pCDUGrüneFWSPDWGFAWLFDP |
| FWV                               | Freie Wählervereinigung                     | 19,41   | 5          | 18,0   | 5          | Kommunalwahl 2024 %3020100 25,75 %20,66 %19,41 %16,22 %7,55 %6,71 %3,69 % CDUGrüneFWSPDWGFAWLFDPGewinne und Verlusteim Vergleich zu 2019 %p 6 4 2 0 −2 −4 −6 −8+5,35 %p−7,24 %p+1,41 %p−0,08 %p+0,65 %p+1,21 %p−1,31 %pCDUGrüneFWSPDWGFAWLFDP |
| SPD                               | Sozialdemokratische Partei Deutschlands     | 16,22   | 4          | 16,3   | 4          | Kommunalwahl 2024 %3020100 25,75 %20,66 %19,41 %16,22 %7,55 %6,71 %3,69 % CDUGrüneFWSPDWGFAWLFDPGewinne und Verlusteim Vergleich zu 2019 %p 6 4 2 0 −2 −4 −6 −8+5,35 %p−7,24 %p+1,41 %p−0,08 %p+0,65 %p+1,21 %p−1,31 %pCDUGrüneFWSPDWGFAWLFDP |
| WGF                               | Wählergemeinschaft Frauenweiler             | 7,55    | 2          | 6,9    | 2          | Kommunalwahl 2024 %3020100 25,75 %20,66 %19,41 %16,22 %7,55 %6,71 %3,69 % CDUGrüneFWSPDWGFAWLFDPGewinne und Verlusteim Vergleich zu 2019 %p 6 4 2 0 −2 −4 −6 −8+5,35 %p−7,24 %p+1,41 %p−0,08 %p+0,65 %p+1,21 %p−1,31 %pCDUGrüneFWSPDWGFAWLFDP |
| AWL                               | Altwieslocher Liste                         | 6,71    | 2          | 5,5    | 1          | Kommunalwahl 2024 %3020100 25,75 %20,66 %19,41 %16,22 %7,55 %6,71 %3,69 % CDUGrüneFWSPDWGFAWLFDPGewinne und Verlusteim Vergleich zu 2019 %p 6 4 2 0 −2 −4 −6 −8+5,35 %p−7,24 %p+1,41 %p−0,08 %p+0,65 %p+1,21 %p−1,31 %pCDUGrüneFWSPDWGFAWLFDP |
| FDP                               | Freie Demokratische Partei                  | 3,69    | 1          | 5,0    | 1          | Kommunalwahl 2024 %3020100 25,75 %20,66 %19,41 %16,22 %7,55 %6,71 %3,69 % CDUGrüneFWSPDWGFAWLFDPGewinne und Verlusteim Vergleich zu 2019 %p 6 4 2 0 −2 −4 −6 −8+5,35 %p−7,24 %p+1,41 %p−0,08 %p+0,65 %p+1,21 %p−1,31 %pCDUGrüneFWSPDWGFAWLFDP |
| Gesamt                            | Gesamt                                      | 100 %   | 26         | 100 %  | 26         | Kommunalwahl 2024 %3020100 25,75 %20,66 %19,41 %16,22 %7,55 %6,71 %3,69 % CDUGrüneFWSPDWGFAWLFDPGewinne und Verlusteim Vergleich zu 2019 %p 6 4 2 0 −2 −4 −6 −8+5,35 %p−7,24 %p+1,41 %p−0,08 %p+0,65 %p+1,21 %p−1,31 %pCDUGrüneFWSPDWGFAWLFDP |
| Wahlbeteiligung                   | Wahlbeteiligung                             | 59,71 % | 59,71 %    | 60,6 % | 60,6 %     | Kommunalwahl 2024 %3020100 25,75 %20,66 %19,41 %16,22 %7,55 %6,71 %3,69 % CDUGrüneFWSPDWGFAWLFDPGewinne und Verlusteim Vergleich zu 2019 %p 6 4 2 0 −2 −4 −6 −8+5,35 %p−7,24 %p+1,41 %p−0,08 %p+0,65 %p+1,21 %p−1,31 %pCDUGrüneFWSPDWGFAWLFDP |

In Baiertal und Schatthausen gibt es einen Ortschaftsrat.

### Bürgermeister
An der Spitze der Stadt ist seit 1300 der Schultheiß nachweisbar. Ihm standen zwei Bürgermeister und zwölf Ratsleute sowie der Stadtschreiber zur Seite. Die Anzahl der Ratsleute wechselte mehrmals.
Heutiges Stadtoberhaupt ist der Bürgermeister, seit dem 1. Januar 1973 der Oberbürgermeister, der von der Bevölkerung auf acht Jahre direkt gewählt wird. Sein ständiger Vertreter ist der Erste Bürgermeister.
Bisherige Bürgermeister bzw. ab 1973 Oberbürgermeister:
| - 1900–1918: Julius Burckhardt - 1918–1920: Georg Walter - 1920–1925: Wilhelm Götz - 1925–1933: Albert Groeppler (bis 1927 nur kommissarisch) - 1934–1945: Otto Bender (ab 1941 vertreten durch Hermann Stöckinger) - 1945–1946: Valentin Ullrich - 1946–1954: Anton Dörner | - 1954–1968: Philipp Hilswicht - 1968–1984: Heinz Bettinger - 1984–1992: Wolfgang Fürniß - 1992–2000: Gustav Bylow - 2000–2015: Franz Schaidhammer - seit 2016: Dirk Elkemann |

### Wappen
Das Wieslocher Wappen zeigt in gespaltenem Schild vorne in Schwarz einen rot bewehrten und rot bezungten, goldenen Löwen, hinten schräg gerautet von Silber und Blau. Die Stadtfarben sind blau-weiß.
Das Wappen geht zurück auf das Stadtsiegel aus dem 13. Jahrhundert. Es zeigte zunächst nur den Löwen, seit Mitte des 15. Jahrhunderts sind dann Siegel mit den hinzugefügten Rauten nachweisbar. Das Wappen wurde in seiner heutigen Form 1898 amtlich festgelegt. Es symbolisiert den kurpfälzischen Löwen und die Wittelsbacher Rauten und bringt somit die Zugehörigkeit der Stadt zur Kurpfalz zum Ausdruck.

### Städtepartnerschaften
Wiesloch führt vier Gemeindepartnerschaften:
| Stadt               | Staat               | seit |
| ------------------- | ------------------- | ---- |
| Sturgis             | Vereinigte Staaten0 | 1966 |
| Fontenay-aux-Roses0 | Frankreich          | 1974 |
| Ząbkowice Śląskie   | Polen               | 1998 |
| Amarante            | Portugal            | 2003 |

Zudem pflegt Wiesloch freundschaftliche Beziehungen mit der ungarischen Stadt Győr im Rahmen einer Schulsportpartnerschaft über die Bertha-Benz-Realschule.

## Kultur und Sehenswürdigkeiten

### Bauwerke

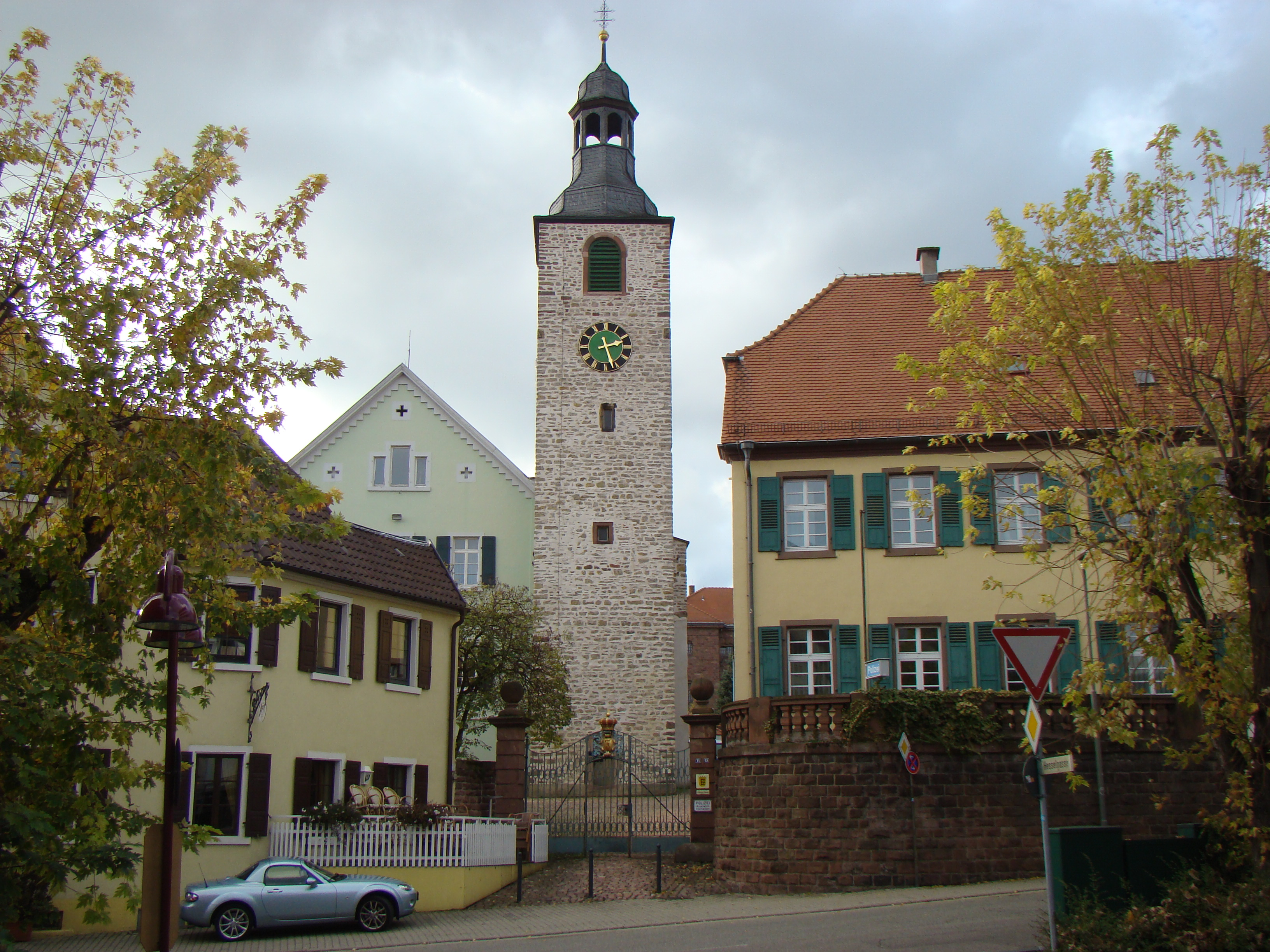
Schlossturm

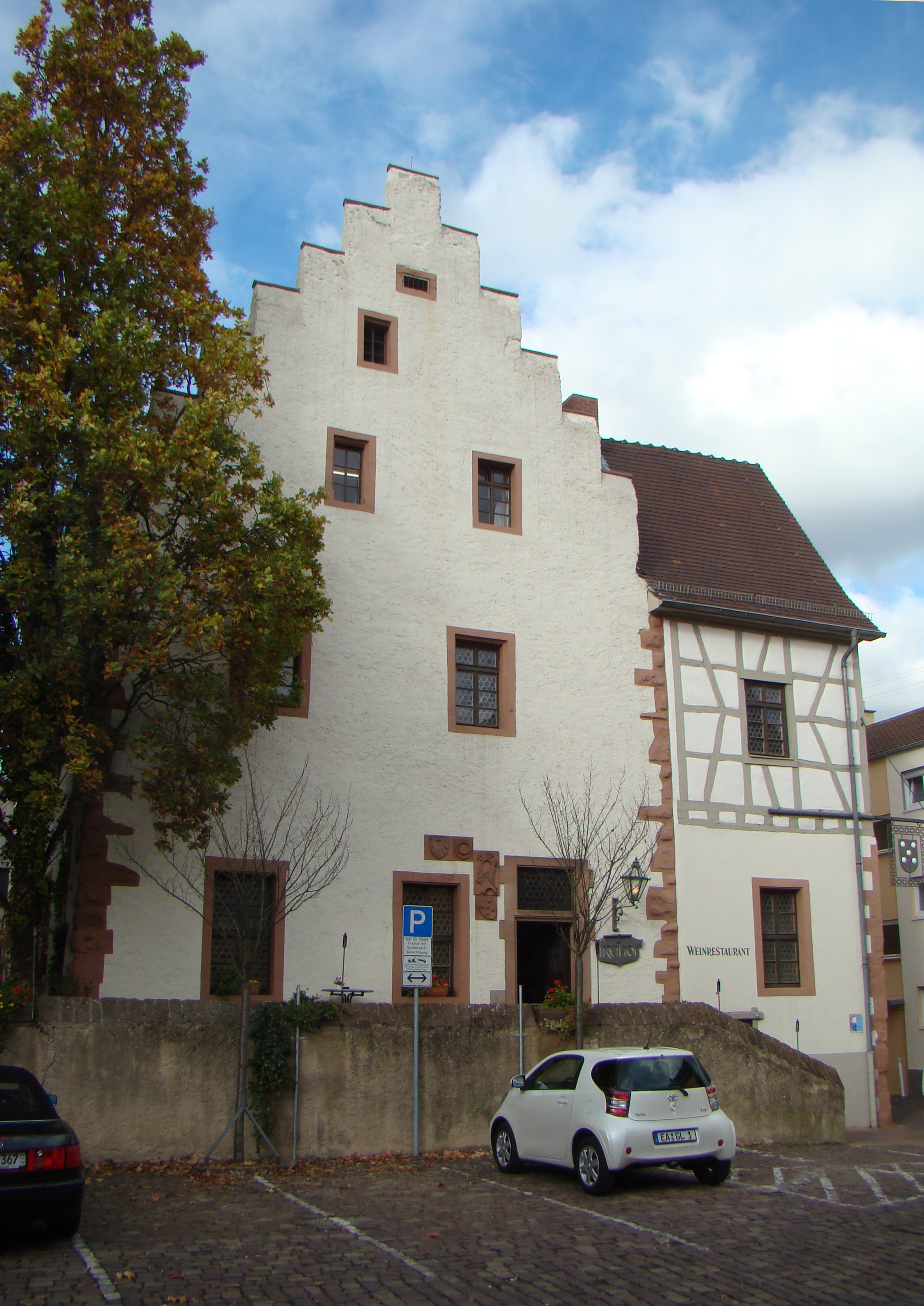
Freihof

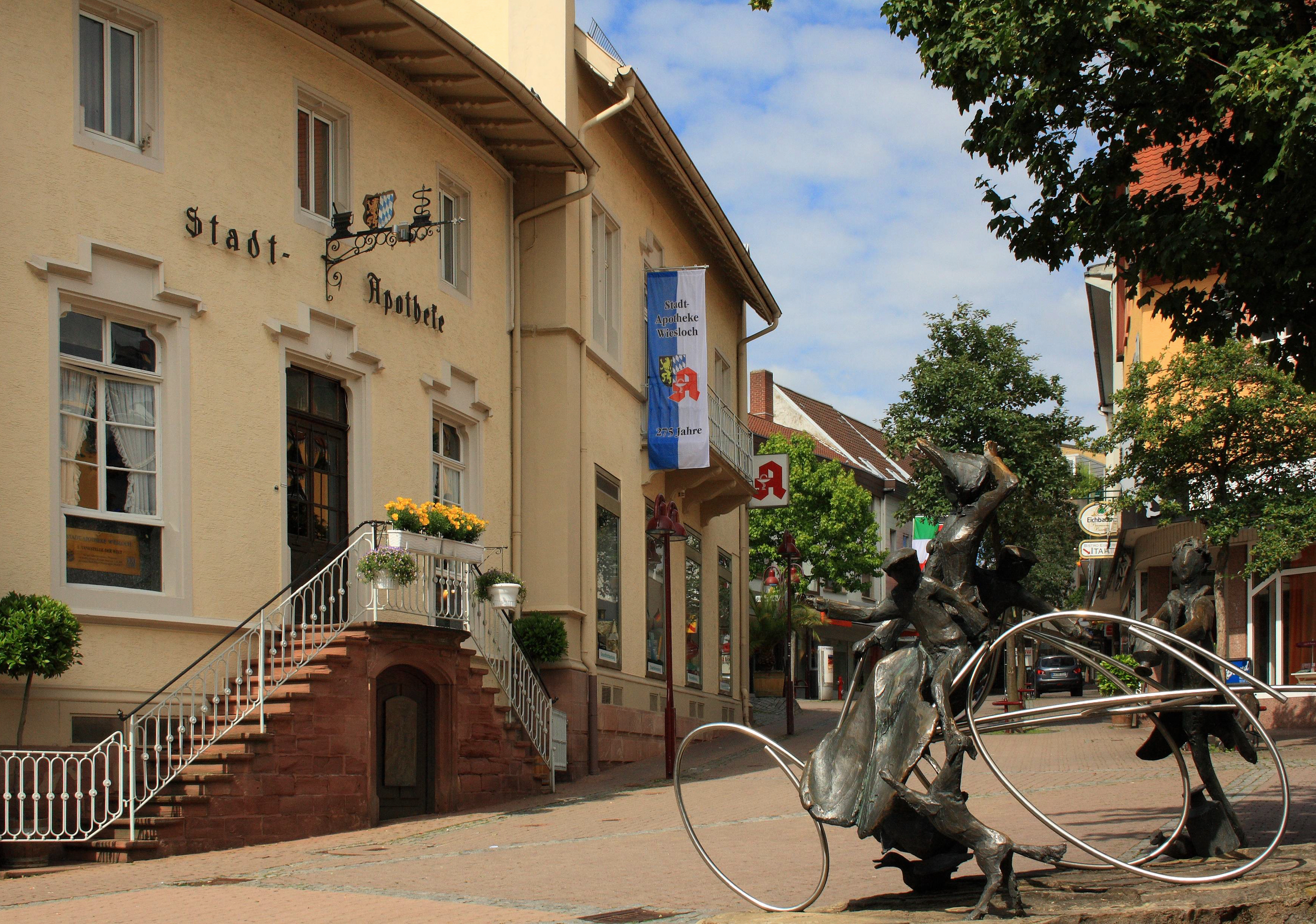
Erste Tankstelle der Welt mit Bertha-Benz-Denkmal im Vordergrund

Vom Wieslocher Schloss, das im Pfälzischen Erbfolgekrieg zerstört wurde, sind im Wesentlichen nur der Bergfried und einige Umfassungsmauern erhalten. Die wiederaufgebauten Gebäude auf dem Schlossareal beherbergen heute die Polizeistation.
Der Freihof mit seinen charakteristischen Staffelgiebeln am höchsten Punkt der Kernstadt zählt ebenfalls zu den ältesten Gebäuden Wieslochs. Die zugehörigen Güter des Freihofs lagen jedoch in Altwiesloch und nicht in Wiesloch selbst, so dass der Freihof lange Zeit die Geschichte Altwieslochs teilte.
Von der ehemaligen Stadtbefestigung sind drei Türme an der Stadtmauer, nämlich das Dörndl, der Sauermillichhaffe und der Runde Turm erhalten.
Historische Kirchen in der Kernstadt sind die Evangelische Stadtkirche mit gotischem Chor aus dem frühen 15. Jahrhundert sowie die barocke katholische St.-Laurentius-Kirche aus dem 18. Jahrhundert. Das Psychiatrische Zentrum Nordbaden im Norden der Stadt verfügt mit der Heilig-Kreuz-Kirche von 1925 ebenfalls über einen bereits historischen Kirchenbau.
Die von Regierungsbaumeister Richard Jörg entworfene katholische Dreifaltigkeitskirche in der Kurpfalzstraße ist hingegen ein charakteristisches Beispiel für den modernen Kirchenbau der 1960er-Jahre in Deutschland.
Die Wieslocher Stadt-Apotheke in der Hauptstraße rühmt sich, die „erste Tankstelle der Welt“ zu sein, da im Jahr 1888 Bertha Benz bei ihrer Fahrt von Mannheim nach Pforzheim in der Wieslocher Stadt-Apotheke Ligroin kaufte, nachdem ihr der Treibstoff ausgegangen war. Die alle zwei Jahre am ersten Augustwochenende stattfindende Bertha-Benz-Gedächtnisfahrt von Mannheim nach Pforzheim legt vor der Stadt-Apotheke traditionell eine Pause ein.
Das Rathaus der Stadt ist ein moderner Zweckbau von 1978. Er entstand, nachdem die Bürgerschaft einen Umbau bzw. eine Erweiterung des ebenfalls erhaltenen Alten Rathauses abgelehnt hatte.
Der Bierkeller ist ein denkmalgeschütztes Gebäude am Ortsausgang Richtung Norden (Heidelberger Straße), das 1909 als Touristenlokal eröffnet wurde und nach einer wechselvollen Geschichte als Wohnheim, Mietshaus, Gerichtsgebäude und Asylantenunterkunft seit 2008 das von der Dietmar Hopp Stiftung geförderte Hospiz Agape beherbergt. Das Alte Forstamt ist ein Jugendstilgebäude von 1903, das bis 1998 Amtssitz war. Das Jugendzentrum Wiesloch befindet sich im ehemaligen Wohnhaus des Bildhauers Conrad Keller, das dieser 1908 mit Jugendstil-Schmuckelementen versah.
Der jüdische Friedhof in Wiesloch wurde im 17. Jahrhundert als Verbandsfriedhof mehrerer Gemeinden angelegt. Mehr als 1.200 Grabsteine sind aus den unterschiedlichen Epochen erhalten. Die ummauerte und üblicherweise verschlossene Anlage inmitten der Stadt kann von einer Fußgängerbrücke aus gut überschaut werden. Ein Denkmal an der Friedhofs-Außenmauer mahnt zur Erinnerung an die Deportation.
In Altwiesloch sehenswert sind die Pankratiuskapelle nahe der abgegangenen Wasserburg Altwiesloch, die Lechner'sche Mühle entlang der Baiertaler Straße und das renaissancezeitliche Bürgerhaus. Das bedeutendste Bauwerk im Stadtteil Schatthausen ist das Wasserschloss Schatthausen. In Baiertal und Schatthausen gibt es jeweils evangelische und katholische Kirchen. Ferner liegt zwischen Baiertal und Schatthausen der Hohenhardter Hof, der auf die einstige Burg Hohenhardt zurückgeht.

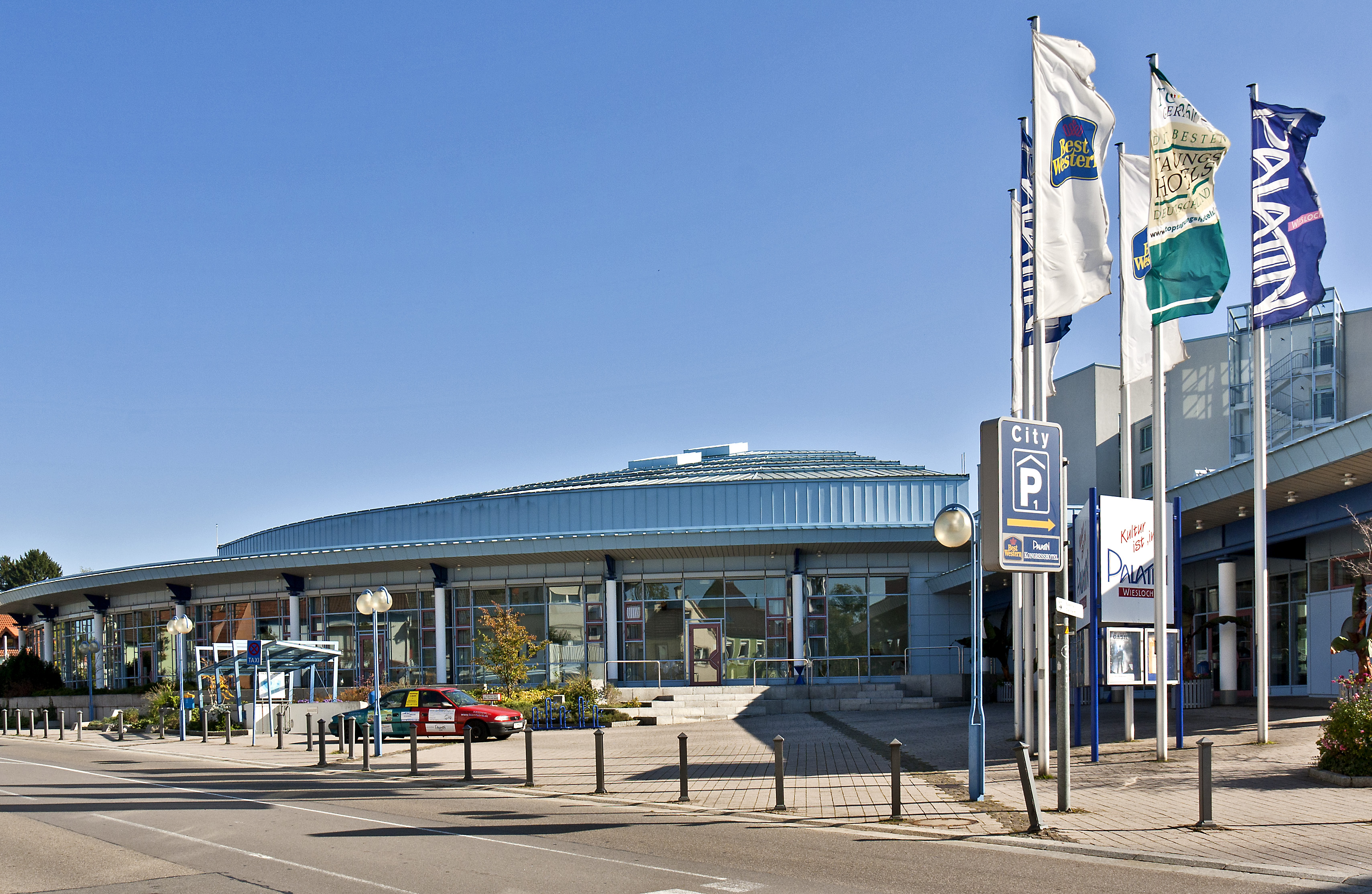
Kulturzentrum Palatin

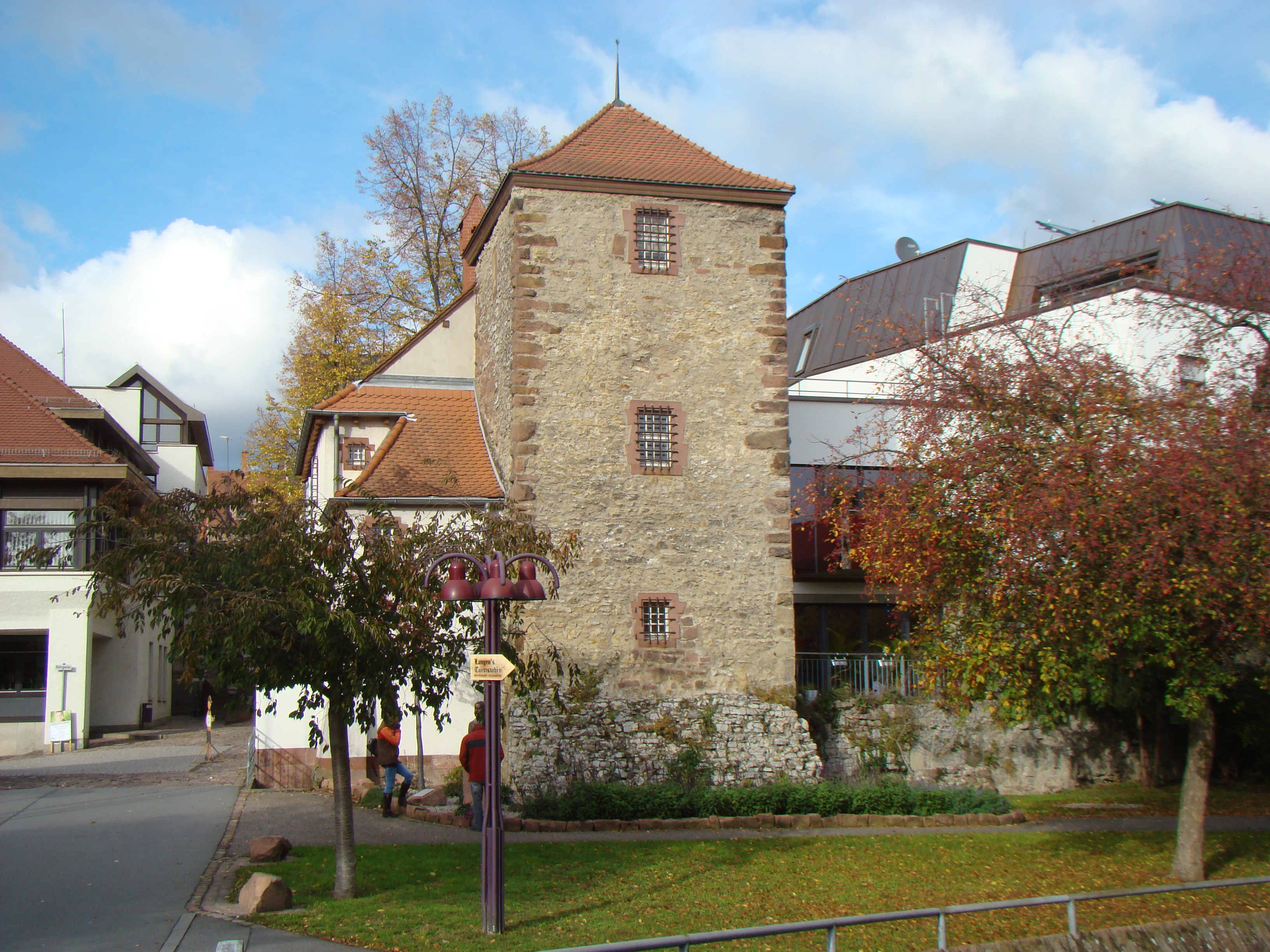
Das Dörndl ist Sitz des städtischen Museums

### Theater und Museen
Das 1992 eingeweihte Palatin ist das städtische Kulturzentrum, in dem u. a. Konzerte, Theater und Ausstellungen stattfinden. Das Wieslocher Heimatmuseum zeigt Gegenstände aus der Lokalgeschichte. Im Alten Schlachthof ist eine Ausstellung mit Werken aus der Kunstsammlung Kurt und Gertrud Lamerdin eingerichtet, die testamentarisch 1998 an die Stadt Wiesloch kam.
Das Marionettentheater Wiesloch befindet sich im Alten Bahnhof. Das Theater führt Stücke auf, die für das Spiel mit selbstgeschnitzten Marionetten umgeschrieben wurden. Die Bühne des Theaters im Alten Bahnhof war bereits Drehort für Fernsehproduktionen und wird außerdem auch für verschiedene Konzerte genutzt.

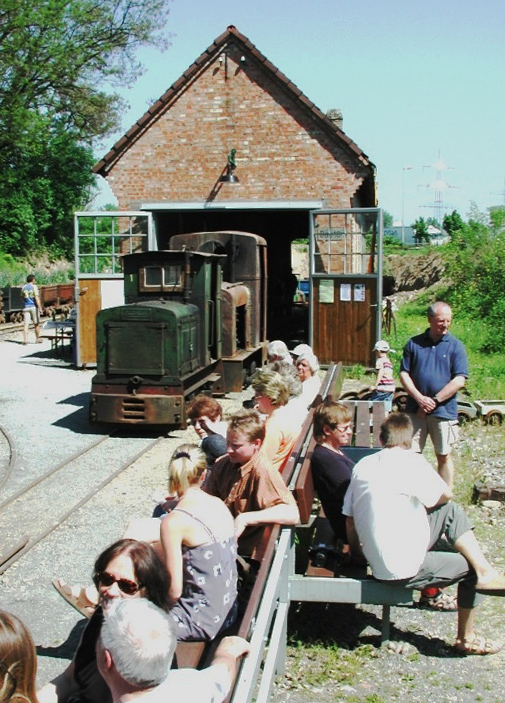
Ausstellungsgelände des Feldbahn- und Industriemuseums Wiesloch

Der Verein Feldbahn- und Industriemuseum Wiesloch besteht seit 2001 und sammelt historisch wertvolle Schienenfahrzeuge von Feld- und Grubenbahnen in der Spurweite 600 mm, um sie – möglichst betriebsfähig – der Nachwelt zu erhalten. Sein Domizil hat der Verein im Feldbahnlokschuppen auf dem ehemaligen Gelände der Tonwaren-Industrie-Wiesloch AG (TIW AG).
Das denkmalgeschützte Lokschuppengebäude mit seinen Rauchfängern für Dampflokomotiven befindet sich noch im Originalzustand seiner Erbauung aus dem Jahre 1905 und ist ein einzigartiges Zeugnis der Industriegeschichte im süddeutschen Raum. Das Museum befindet sich im Aufbau und ist regelmäßig an mehreren Besuchstagen und Sonderveranstaltungen im Jahr für die Öffentlichkeit zugänglich. Das Museum befindet sich „In den Weinäckern“ nicht sehr weit vom Bahnhof Wiesloch-Walldorf entfernt.

### Musik
Die 1987 im heimischen Jugendzentrum gegründete Band The Busters ist ein erfolgreicher „Musikexport“ der Stadt.
Sie hat sich dem Ska verschrieben, einem jamaikanischen Musikstil mit multikulturellen Einflüssen. Auch der traditionelle musikalische Bereich ist in Wiesloch vertreten. So gibt es einen Fanfarenzug, den Kurpfälzischen Fanfarenzug der Weinstadt Wiesloch, der sich der altdeutschen Fanfarenmusik verschrieben hat.
Auf Naturtonfanfaren und Landsknechtstrommeln werden klassische Musikstücke, die eigens für Fanfaren bearbeitet wurden, gespielt. Auszüge aus Richard Wagners Tannhäuser und Antonín Dvořáks 9. Sinfonie werden ebenso wie Der Nussknacker von Pjotr Iljitsch Tschaikowski dargeboten. Abgerundet wird das Erscheinungsbild durch historische Kostüme und 2 × 2 Meter große Schwingfahnen mit den kurpfälzischen Wappen.
Seit 1896 ist die Stadtkapelle Wiesloch aus dem kulturellen Leben der Stadt nicht mehr wegzudenken. Über 50 Musiker gestalten einige der städtischen Veranstaltungen (Sommertags-, Martinszug, Volkstrauertag) mit und machen regelmäßig durch Konzerte im Palatin oder auf der Gerbersruhe auf sich aufmerksam. Das Repertoire umfasst alle Genres der traditionellen und symphonischen Blasmusik sowie Unterhaltungsmusik von modernen Klassikern bis hin zu aktuellen Hits.
Außerdem gibt es in Wiesloch und den Stadtteilen mehrere Laien- und Kirchenchöre. Ein reges kirchenmusikalisches Leben mit verschiedenen Chören und Instrumentalgruppen sowie Konzert- und Oratorienaufführungen findet in der evangelischen Kirchengemeinde mit ihrer Stadtkirche statt. Besonders zu erwähnen ist der MGV Frohsinn 1906 Baiertal, ein Männerchor mit ca. 70 Sängern. Der MGV Frohsinn 1906 Baiertal hat mehrfach erfolgreich an Wertungsingen im regionalen und überregionalen Bereich teilgenommen. Höhepunkte waren die Teilnahmen am Internationalen Adventsingen in Wien, am Internationalen Johannes-Brahms-Festival in Wernigerode und Auftritte im Petersdom und Pantheon in Rom. Des Weiteren veranstaltete der Chor mehrere Konzerte und hat seinen Gesang auf LPs und CDs dokumentiert. Vor einigen Jahren wurde zum Männerchor auch ein Jugendchor und ein Frauenchor gegründet. Der Frauenchor besteht aus ca. 30 Sängerinnen und nahm inzwischen auch schon erfolgreich an Wertungsingen teil.

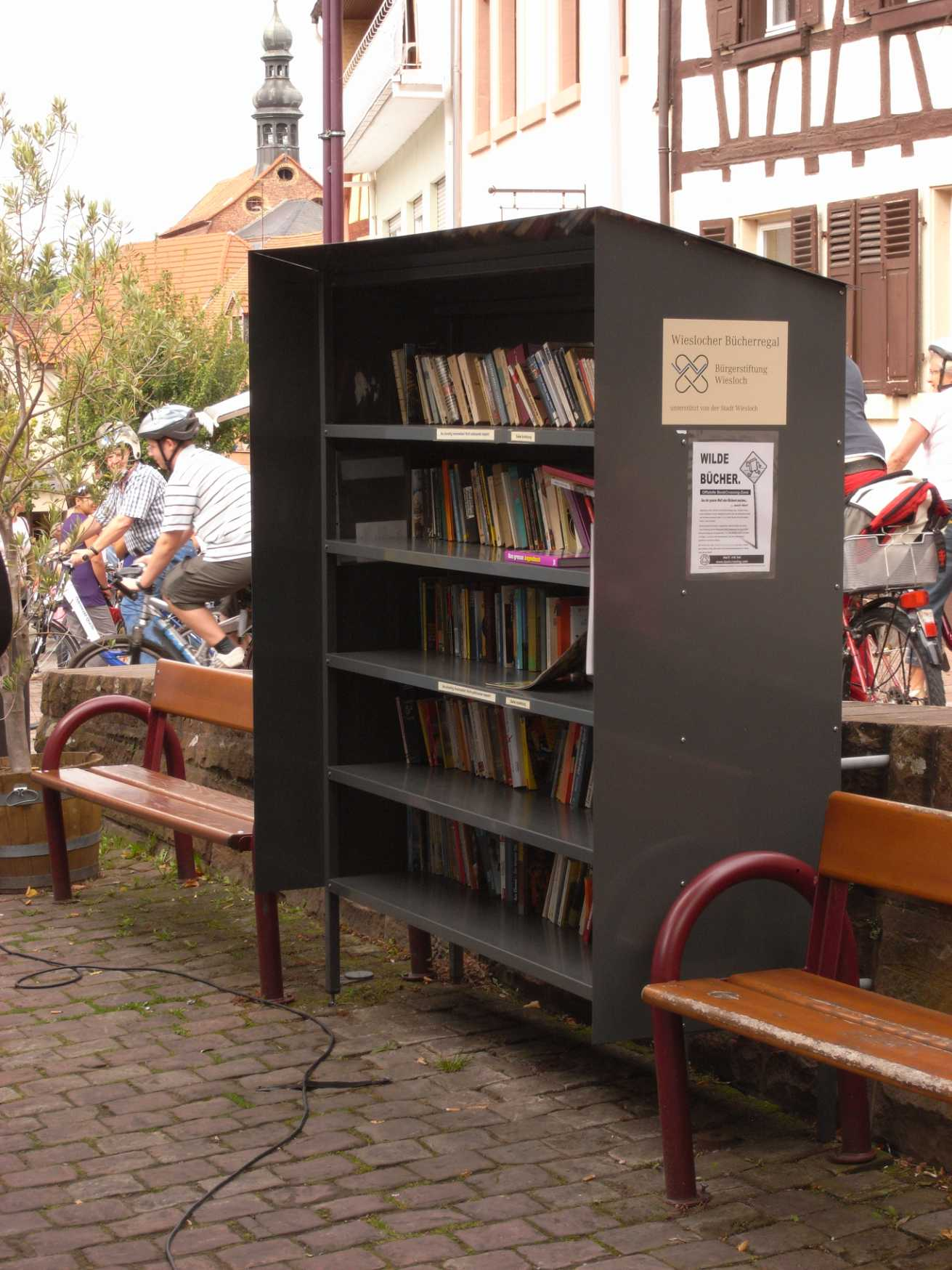
Bücherregal am Marktplatz

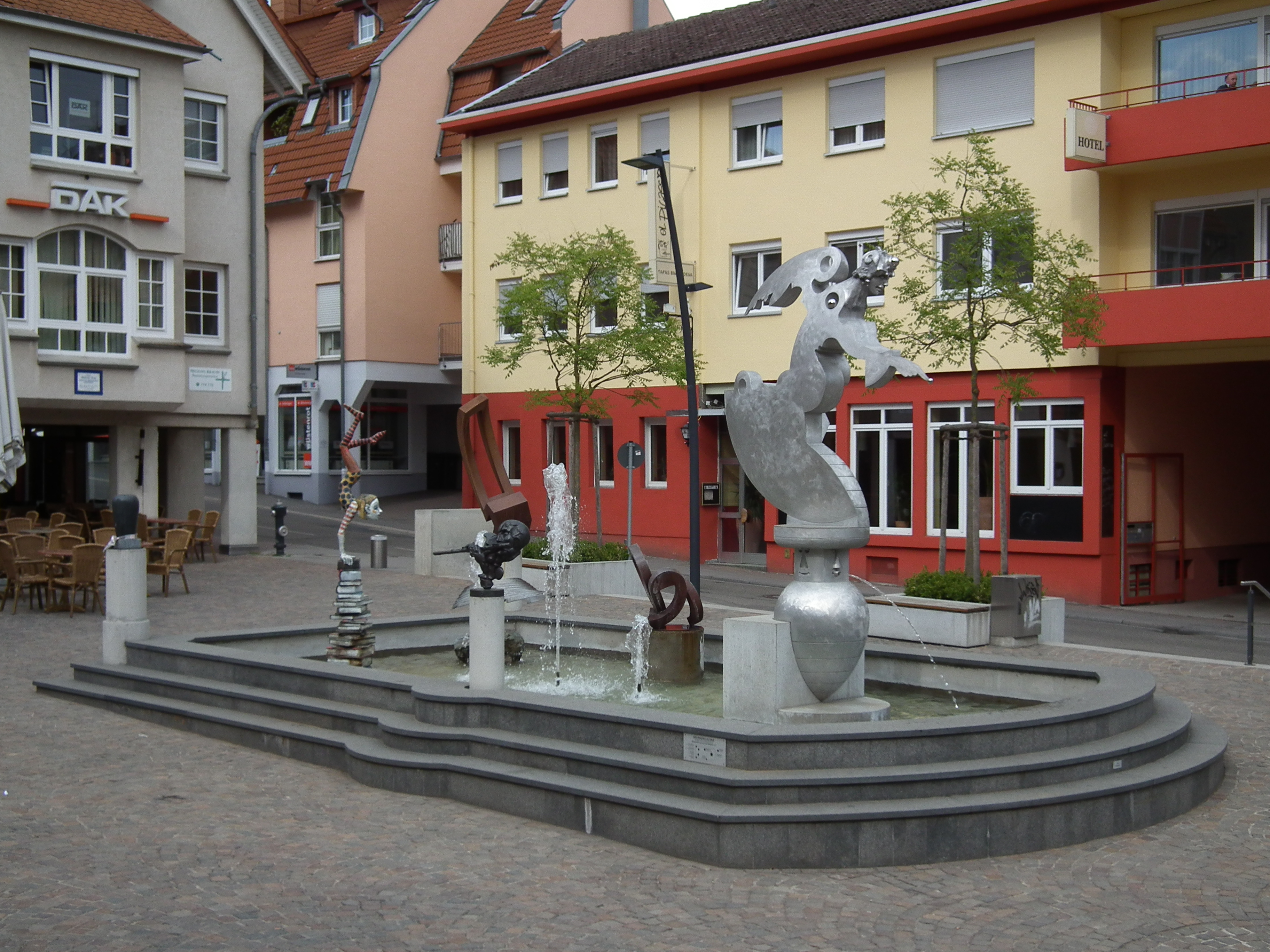
Brunnengalerie

### Sonstige Kultur
Die Stadt verfügt über einen reichen Bestand an Kunst im öffentlichen Raum, wovon über 20 Objekte durch die Bürgerstiftung Kunst für Wiesloch initiiert und finanziert wurden. Ein herausragendes Objekt ist die Brunnengalerie am Adenauerplatz, die sieben Objekte verschiedener Gegenwartskünstler in einem Brunnen vereint.
Das Wieslocher Bücherregal (öffentlicher Bücherschrank) wurde im Juli 2007 als Ausdruck des bürgerschaftlichen Engagements am Marktplatz gegenüber dem Rathaus aufgestellt. Es lädt alle Bücherfreunde ein, Bücher reinzustellen und/oder herauszunehmen. Das Regal ist jederzeit frei zugänglich und so konstruiert, dass die Bücher bei Regen nicht nass werden. Die Aufstellung des Regals war ein Projekt der Bürgerstiftung Wiesloch und wurde von der Stadt Wiesloch unterstützt.

### Regelmäßige Veranstaltungen
Alljährlich findet Ende August/Anfang September das Wieslocher Winzerfest (ehemals Kurpfälzische Winzerfest) in Wiesloch statt. Es wird seit 1935 gefeiert. Am ersten Samstag im September feiert man in der Wieslocher Altstadt das Straßenfest Wein und Markt. Auch hierbei ist der Kurpfälzische Fanfarenzug der Weinstadt Wiesloch eine feste Größe und begleitet das Fest während seiner gesamten Dauer mehrmals. Das Fest klingt traditionell mit dem Abschlussfeuerwerk im Stadion unter den Klängen des Fanfarenzugs aus. Seit 2022 findet das Fest nicht mehr zehn Tage statt, sondern nur an zwei Wochenenden.
Weitere Veranstaltungen:
- Wieslocher Winzerfest (ehemals Kurpfälzisches Winzerfest über eine Woche) beginnend am letzten Wochenende im August
- Großes Wein und Markt Fest am ersten Samstag im September
- Wochenmarkt (Adenauerplatz), Freitagvormittag und Dienstagnachmittag
- Wieslocher Mai, Anfang Mai
- Aktion Ferienspaß, in den Sommerferien
- Stadtfest, Anfang Juli
- Wieslocher Sommer, Anfang Juli
- Wieslocher Herbst, letzter Sonntag im September
- Kneipentour, zweimal jährlich, meist März und November[32]
- Weihnachtsmarkt, die ersten zwei Adventswochen
- Kerwe in den Stadtteilen
- Meisterschaften im Mensch ärgere Dich nicht, die von 2007 bis 2019 in Wiesloch stattfanden

### Ferienstraßen
Wiesloch liegt an zwei bedeutenden touristischen Straßen:
- Bergstraße, die von Darmstadt nach Wiesloch führt.
- Bertha Benz Memorial Route, von Mannheim über Wiesloch nach Pforzheim, und wieder zurück nach Mannheim.

## Sport
Das Stadion an der Parkstraße besteht aus einer Wettkampfbahn Typ B mit Großspielfeld, 400-m-Rundbahn (Kunststoff), Leichtathletik-Segmentflächen (Kunststoff) und einer Stehtribüne für ca. 7500 Zuschauer.
Mit rund 3500 Mitgliedern ist die TSG Wiesloch einer der größten Vereine in Nordbaden. Die größten Fußballvereine der Stadt Wiesloch sind der VfB Wiesloch (ca. 1000 Mitglieder) und die SpVgg Baiertal (ca. 800). Zusätzlich gibt es den FC Fortuna Schatthausen, die GTRS Schatthausen, den FC Frauenweiler und den im Jahre 2000 von türkischen Einwanderern gegründeten 1. FC Wiesloch.
Seit 1991 gibt es mit dem EHC Wiesloch auch eine Eishockey-Mannschaft.

## Wirtschaft und Infrastruktur

### Wirtschaft

Weinberge in Wiesloch

Psychiatrisches Zentrum Nordbaden

Druckmaschinenherstellung, Lebensmittelzentral- und Frischelager, das Psychiatrische Zentrum Nordbaden sowie Finanzdienstleister sind die Hauptzweige der Wirtschaft.
Daneben ist Wiesloch Sitz der Winzer von Baden eG, einer Winzergenossenschaft und Großkellerei, die als Zusammenschluss mehrerer Orts- und Gebietsgenossenschaften der größte Weinerzeuger im Bereich der Badischen Bergstraße und des Kraichgau ist.
Die Heidelberger Druckmaschinen AG beschäftigt auf 860.000 Quadratmetern 6500 Personen und fertigte 2007 65 Druckwerke pro Tag. Sie siedelte sich Anfang der 1950er Jahre von Heidelberg sich hierhin ausweitend an. 2006 begann für 45 Millionen Euro der Bau der Halle 11 zur Montage der großformatigen Druckmaschinen. Die Rewe Deutscher Supermarkt KGaA – ZNL Südwest beschäftigt 1200 und die MLP SE 700 Arbeitnehmer.
Das Krankenhaus Psychiatrisches Zentrum Nordbaden beschäftigt rund 1.860 Mitarbeiter (Stand 31. Dezember 2021).
Die BIWU (Beschäftigungsinitiative Wiesloch und Umgebung) wurde mit dem Ziel gegründet, Arbeitslosen im Raum Wiesloch bei der (Wieder-)Eingliederung in den Arbeitsmarkt zu helfen. Betroffene werden in verschiedenen Projekten beschäftigt, qualifiziert und sozialpädagogisch betreut. Der Verein Wieslocher Tafel macht sich zur Aufgabe, verwertungsfähige Nahrungsmittel sowie Gegenstände des unmittelbaren persönlichen Gebrauchs zu sammeln und an bedürftige Personen günstig weiterzugeben.

### Verkehr

#### Straßenverkehr
Wiesloch liegt an der A 6 (Anschlussstelle Wiesloch/Rauenberg) und unweit der A 5 (Anschlussstelle Walldorf/Wiesloch) und hat somit direkten Anschluss an die europäischen Fernstraßen E 35 und E 60.
Ferner liegt die Stadt an den Bundesstraßen 3 und 39. Die Entfernung nach Heidelberg beträgt rund 15 km, nach Mannheim rund 30 km.

#### Öffentlicher Verkehr
Wiesloch verfügt über ein umfangreiches ÖPNV-Angebot.
Der Bahnhof Wiesloch-Walldorf liegt am Westrand des Wieslocher Stadtgebiets an den Bahnstrecken Heidelberg–Karlsruhe bzw. Heidelberg–Stuttgart. Im Fernverkehr halten zweistündlich Züge einer Intercity-Linie. Im Regionalverkehr halten Regional-Express-Züge der Linie Heidelberg-Bretten–Stuttgart. Der Bahnhof ist außerdem in das S-Bahn-Netz der S-Bahn Rhein-Neckar integriert. Zwei Linien stellen montags bis freitags halbstündliche Verbindungen in Richtung Heidelberg/Mannheim sowie Bruchsal/Karlsruhe her.
Innerörtliche Anschlüsse bietet das gemeinsam mit der Nachbarstadt Walldorf betriebene Stadtbusnetz mit 13 Stadt- und Regionalbuslinien. Der Nahverkehr im Stadtgebiet und der näheren Umgebung ist in den Verkehrsverbund Rhein-Neckar (VRN) eingebunden.
Nicht mehr existierende Schienenverbindungen:
- Bahnstrecke Wiesloch–Meckesheim (1901–1993)
- Bahnstrecke Wiesloch Stadt–Waldangelloch (1901–1980)
- Elektrische Straßenbahn Heidelberg–Wiesloch (1901–1973)
- Straßenbahn Wiesloch (1886–1901, als Pferdebahn)

#### Radverkehr
Durch Alltagsrouten aus dem Radnetz Baden-Württemberg ist Wiesloch
- an Malsch vorbei über Bad Schönborn und Ubstadt-Weiher mit Bruchsal,
- über Walldorf mit Schwetzingen und
- über Nußloch und Leimen mit Heidelberg verbunden.

Durch Wiesloch hindurch verläuft als Landes-Radfernweg der Badische Weinradweg. Er führt von Grenzach-Wyhlen am Hochrhein nach Laudenbach, dabei werden sieben der neun badischen Weinanbaugebiete miteinander verbunden. Die Route verläuft von Östringen über Malsch und Rauenberg nach Wiesloch und weiter über Nußloch und Leimen nach Heidelberg.
Wiesloch ist Mitglied der AGFK (Arbeitsgemeinschaft Fahrrad- und Fußverkehrsfreundlicher Kommunen) in Baden-Württemberg.

### Medien
Über das lokale Geschehen der Stadt berichtet seit über 40 Jahren die in Wiesloch ansässige Filiale der Rhein-Neckar-Zeitung mit dem Lokalteil für Wiesloch und Walldorf. Außerdem berichtet jeden Donnerstag die WieWo (Wieslocher Woche) über Aktuelles aus Wiesloch und seinen Ortsteilen. Die Wochenzeitung erscheint bei den Nussbaum Medien in St. Leon-Rot und bietet neben redaktionellen Beiträgen auch eine Plattform für Vereine, Kirchen, Parteien und sonstige Institutionen, die sich und ihre Arbeit in Wiesloch lokal präsentieren wollen. Die Internetzeitung WiWa-Lokal ist eine seit 2012 rein digitale Informationsquelle für das Doppelzentrum Wiesloch-Walldorf.

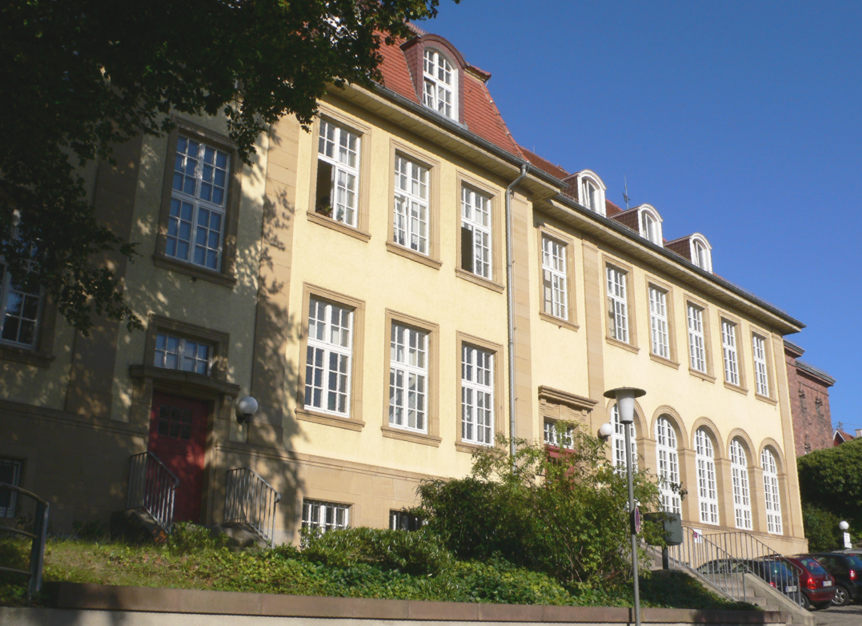
Amtsgericht Wiesloch mit ehemaliger Jugendarrestanstalt im Hintergrund

### Gerichte, Behörden und Einrichtungen
Wiesloch besitzt ein Amtsgericht, das zum Landgerichtsbezirk Heidelberg gehört, und eine Außenstelle des Landratsamts Rhein-Neckar-Kreis. Gegenüber dem Amtsgericht befindet sich im ehemaligen Schloss das Polizeirevier Wiesloch.

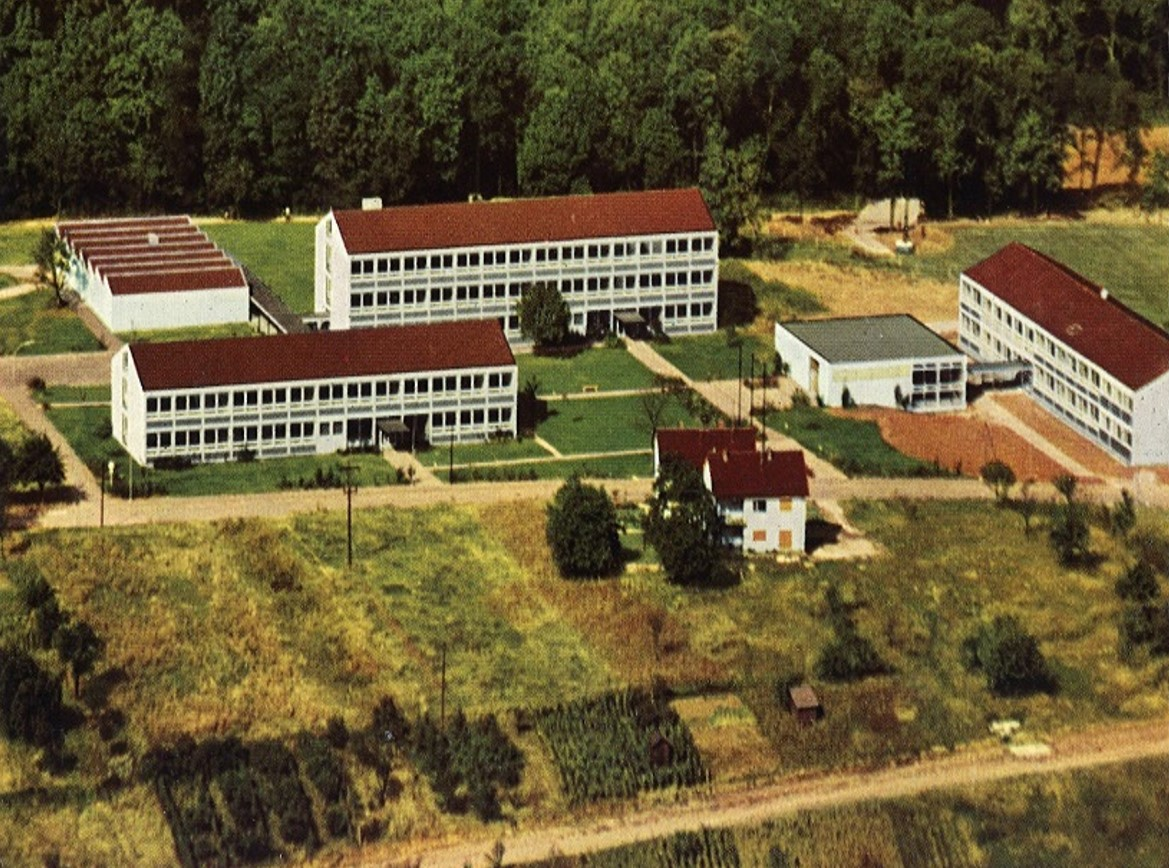
Luftaufnahme vom Neubau der drei beruflichen Schulen im Schulzentrum Wiesloch in den 1960er-Jahren

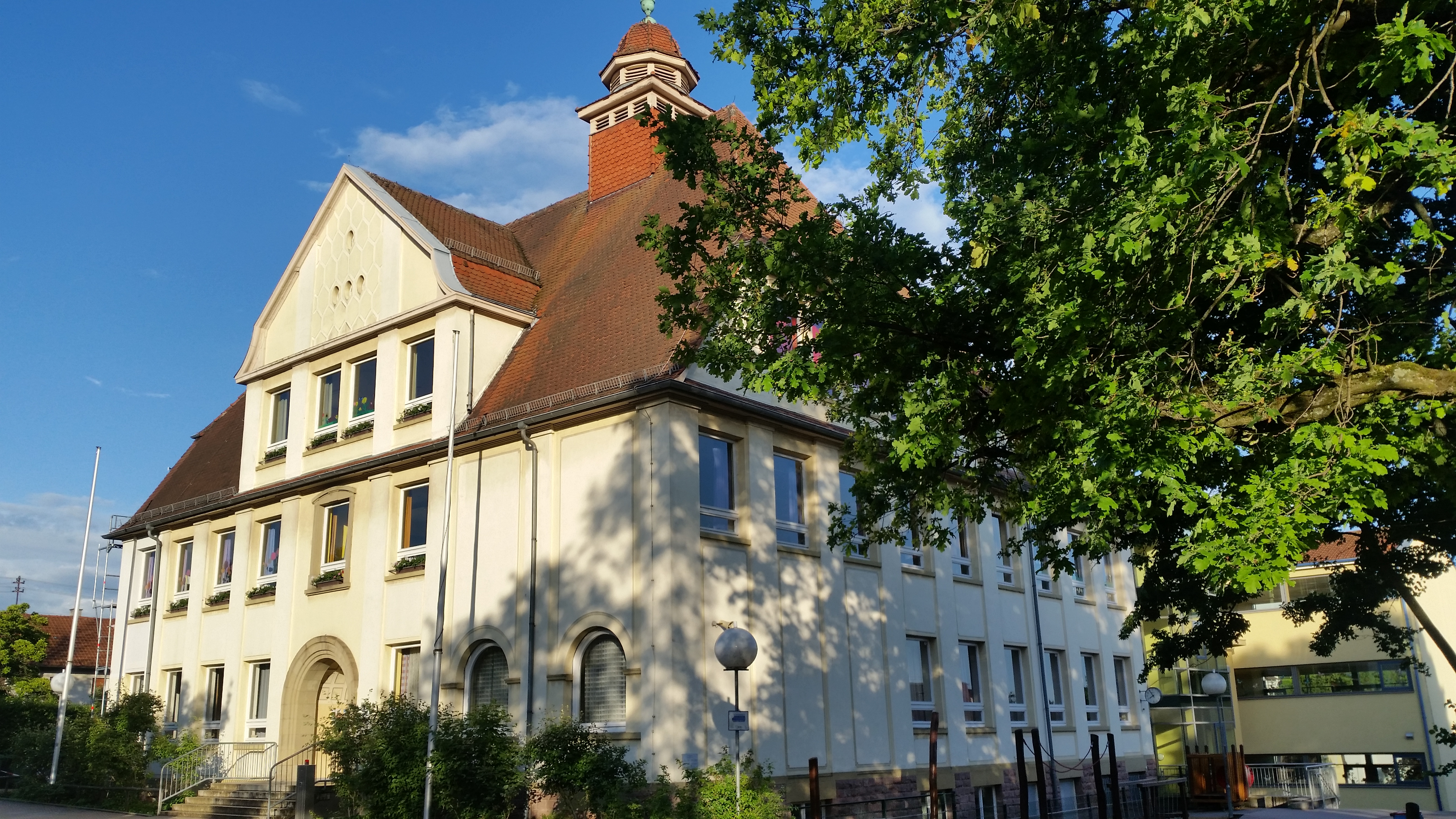
Schillerschule Wiesloch

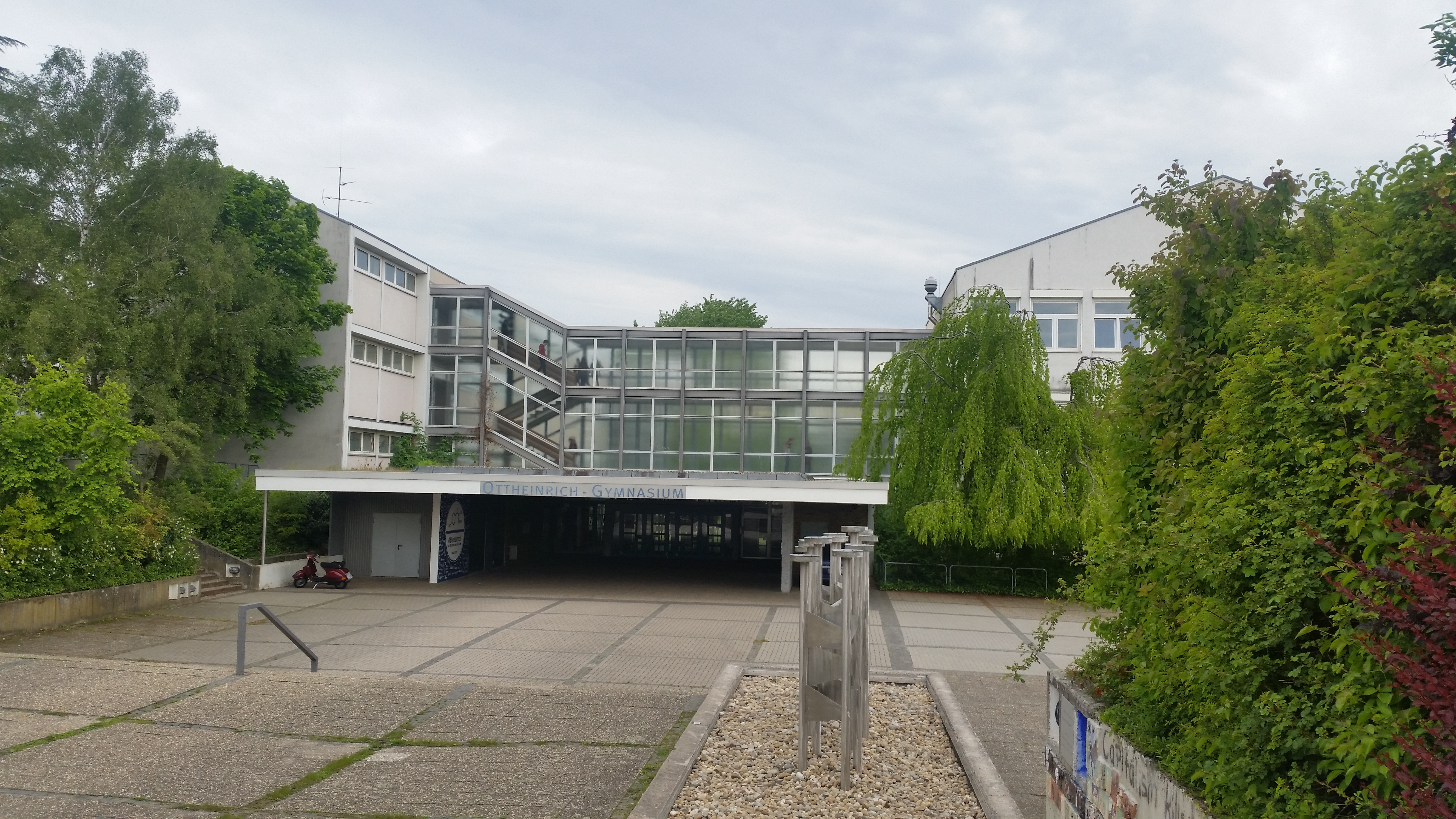
Ottheinrich-Gymnasium im Schulzentrum Wiesloch

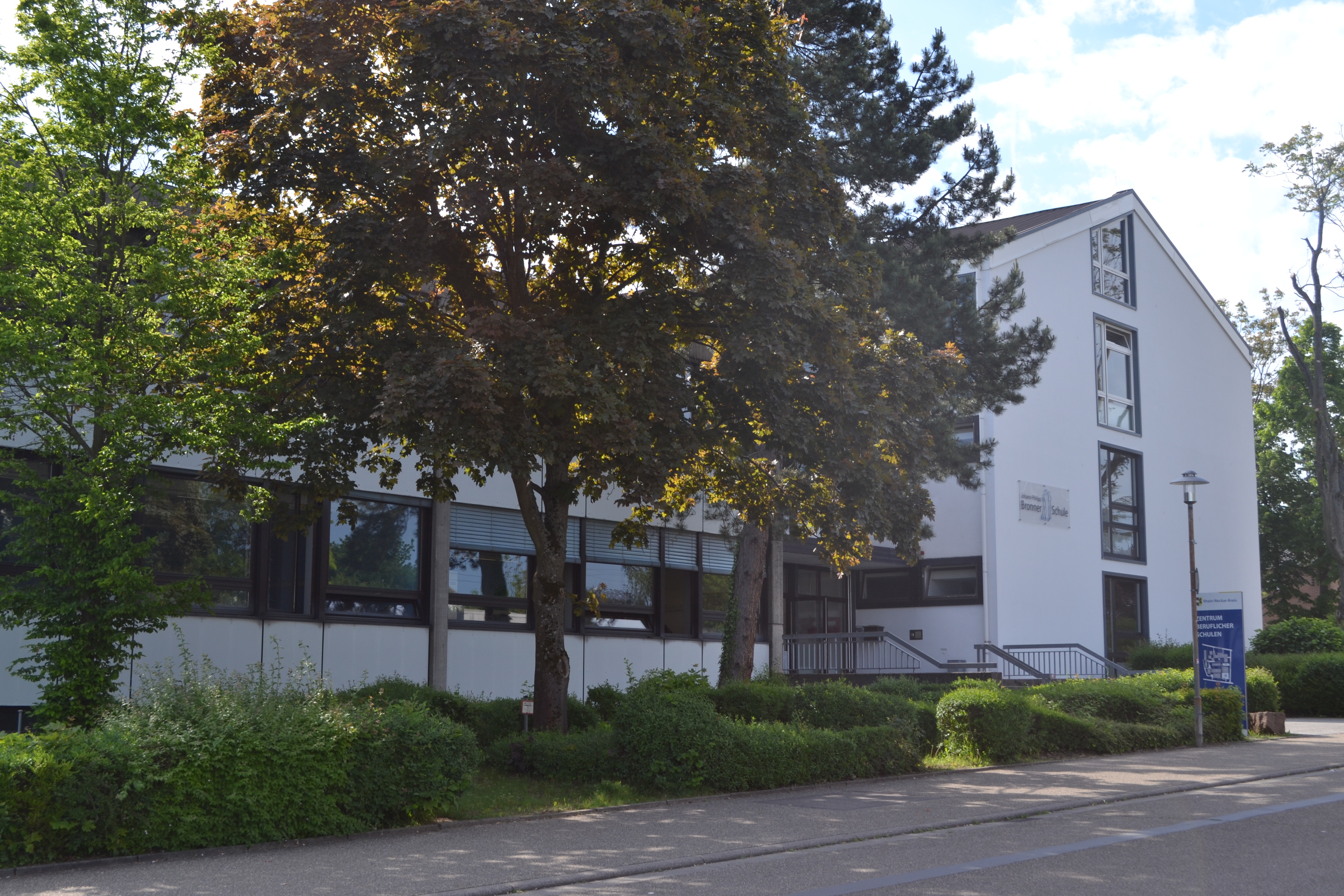
Johann-Philipp-Bronner-Schule im Schulzentrum Wiesloch

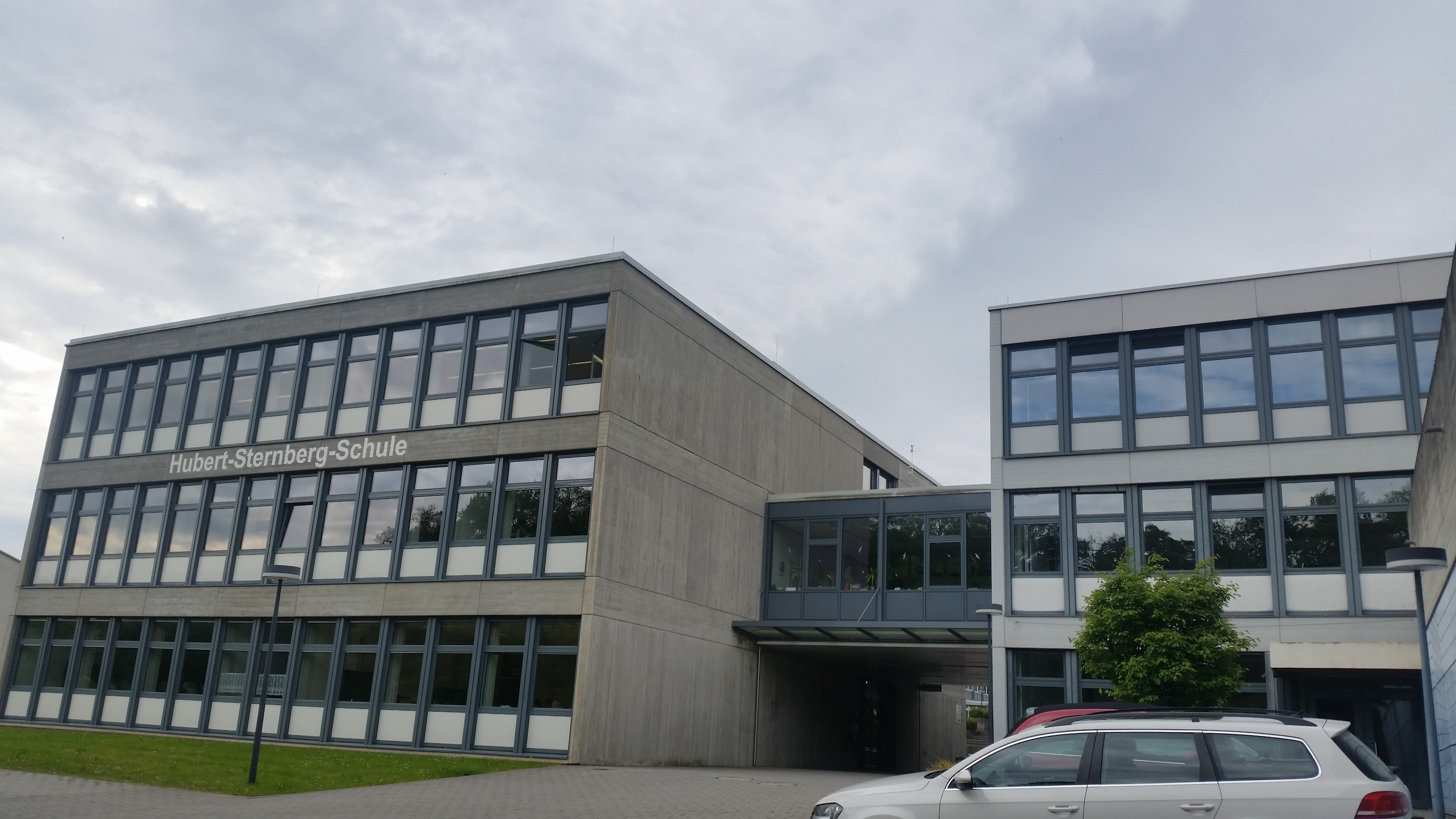
Hubert-Sternberg-Schule im Schulzentrum Wiesloch

### Bildung
Wiesloch verfügt mit 15 Schulen über ein breites Bildungsangebot. Insbesondere für die weiterführenden und beruflichen Schulen ist Wiesloch ein Zentrum für die Umlandgemeinden. Eine Besonderheit im Bildungsbereich stellt das Wieslocher Schulzentrum dar, das in den 1960er und 1970er Jahren als damaliges Musterprojekt des Landes Baden-Württemberg aufgebaut wurde. Das Schulzentrum beinhaltete zunächst acht Schulneubauten sowie drei Großsporthallen und stellt damit bis heute einen eigenen Stadtteil dar. Heute befinden sich sieben Schulen, nahezu alle weiterführenden Schulen, im Schulzentrum. Die Dämmelwaldgrundschule im Schulzentrum wurde (nach dem Neubau der Maria-Sibylla-Merian-Grundschule) geschlossen, deren Räume übernahm das Ottheinrich-Gymnasium.

#### Grundschulen
Die große Kreisstadt Wiesloch unterhält in allen vier Stadtteilen Grundschulen, die örtlich dezentral verteilt sind:
- Maria-Sibylla-Merian-Grundschule Wiesloch
- Schillerschule Wiesloch
- Pestalozzi-Schule Baiertal
- Grundschule Schatthausen
- Grundschule Frauenweiler

#### Weiterführende städtische Schulen
Die große Kreisstadt Wiesloch unterhält als Träger folgende Schulen:
- Ottheinrich-Gymnasium Wiesloch (allgemeinbildendes Gymnasium) im Schulzentrum
- Betha-Benz-Realschule Wiesloch im Schulzentrum
- Albert-Schweitzer-Schule Wiesloch (Sonderpädagogisches Bildungs- und Beratungszentrum mit Förderschwerpunkt Lernen) im Schulzentrum
- Esther-Bejarano-Gemeinschaftsschule Wiesloch  im Schulzentrum

#### Berufliche Schulen
Folgende berufliche Schulen in Trägerschaft des Rhein-Neckar-Kreises befinden sich in Wiesloch:
- Johann-Philipp-Bronner-Schule Wiesloch (Kaufmännische Schule, unter anderem mit Wirtschaftsgymnasium) im Schulzentrum
- Hubert-Sternberg-Schule Wiesloch (Gewerbliche Schule, unter anderem mit Technischem Gymnasium) im Schulzentrum
- Luise-Otto-Peters-Schule (Hauswirtschaftliche Schule, unter anderem mit Sozialem Gymnasium) im Schulzentrum

#### Privatschulen
Darüber hinaus gibt es drei Privatschulen in Wiesloch:
- Tom-Mutters-Schule (Sonderpädagogisches Bildungs- und Beratungszentrum mit Förderschwerpunkten geistige Entwicklung und körperlich-motorische Entwicklung) im Schulzentrum.

Diese baut mit ihrem Bildungsangebot bereits mit dem Schulkindergarten (Morgentau) der Lebenshilfe (Förderschwerpunkte geistige Entwicklung sowie körperliche und motorische Entwicklung) auf.
Die Die MLP Corporate University, eine unternehmenseigene Akademie für Handelsvertreter, hat ebenfalls ihren Sitz in Wiesloch.

## Persönlichkeiten

### Ehrenbürger
Die Stadt Wiesloch hat ihre höchste Auszeichnung, die Ehrenbürgerwürde, bisher 15 Mal verliehen. Hinzu kommen noch Persönlichkeiten, die in den ehemals selbstständigen eingemeindeten Stadtteilen zu Ehrenbürgern ernannt wurden.
→ Liste der Ehrenbürger von Wiesloch

### Bürgermedaille
Die Bürgermedaille zeichnet Wieslocher Bürger für deren besonderes Engagement aus.

### Söhne und Töchter der Stadt

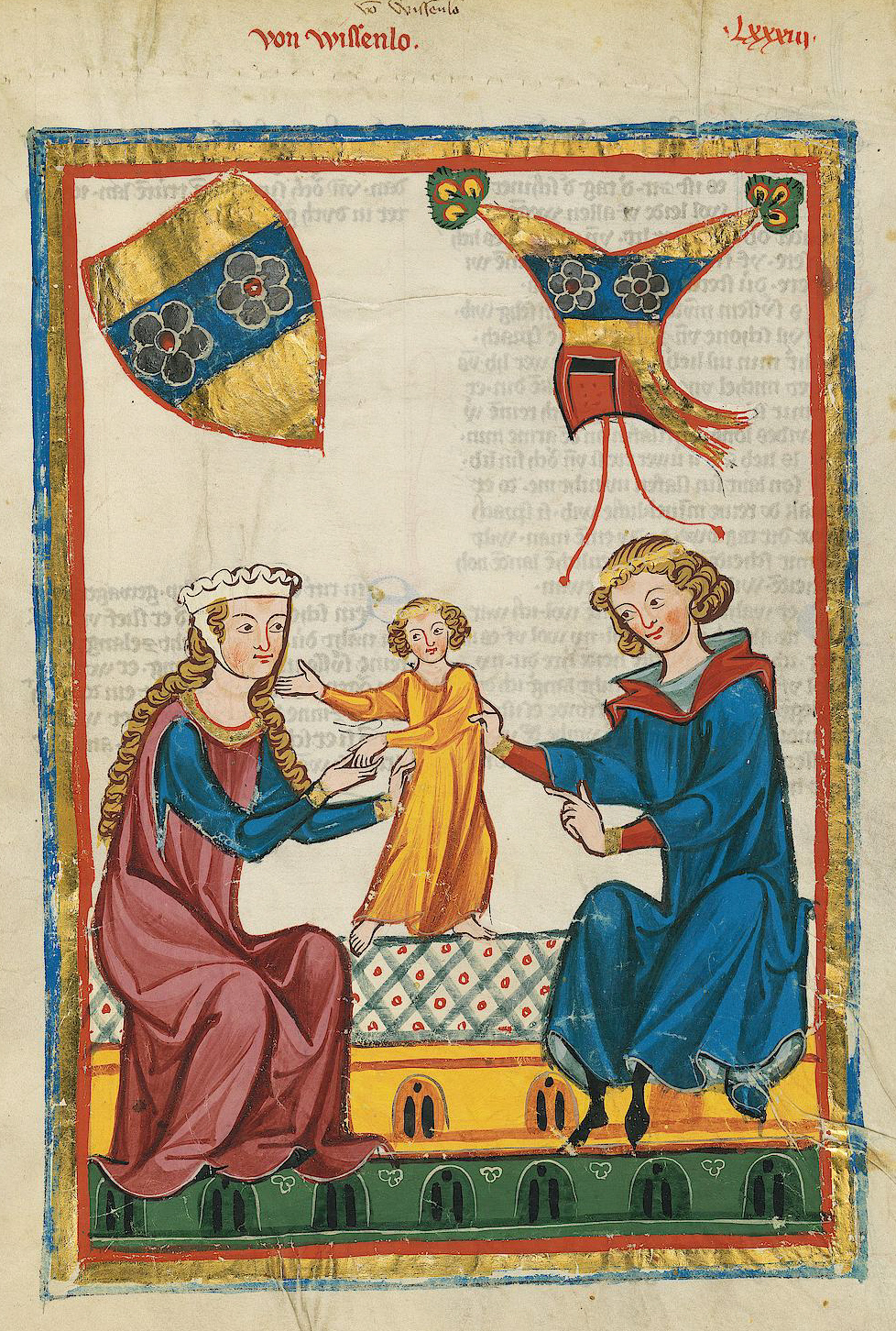
v. Wissenlo (Codex Manesse, 14. Jahrhundert)

- Der Minnesänger von Wissenlo, Minnesänger, 13. Jahrhundert
- Ottmar Stab († 1585), Reformator, kurpfälzischer Hofprediger und Pfarrer in Sinsheim und Kempten
- Heinrich Zimmermann (1741–1805), Koch von James Cook bei seinen Reisen nach Australien
- Carl Seiz (1816–1899), Gymnasialprofessor, Reichstagsabgeordneter
- Eduard Bronner (1822–1885), Arzt, Revolutionär und Parlamentarier
- Theodor Dimer (1822–1905), Metzger und Gastwirt in Wiesloch sowie badischer Landtagsabgeordneter 1881–1884
- Ferdinand Battlehner (1824–1906), Arzt und Geheimrat
- Heinrich Sieber (1836–1896), Seifenfabrikant, Bürgermeister von Wiesloch 1878–1896, badischer Landtagsabgeordneter 1885–1888
- Max Rees (1845–1901), Professor der Botanik an der Universität Erlangen
- Philipp Kircher (1846–1921), Architekt und Denkmalpfleger
- Gustav Greiff (1850–1927), Schuhfabrikant in Wiesloch, badischer Landtagsabgeordneter 1889–1904
- Johannes Bauer (1860–1933), Theologe
- Karl Oréans (1863–1960), romanischer Philologe
- Philipp Brugger (1865–1943), Staatssekretär im Reichsinnenministerium
- Franz Wallischeck (1865–1941), Maler und Gründer der Hollerbacher Malerkolonie
- Karl-Hermann Zahn (1865–1940), Habichtskräuter-Spezialist
- Paul Steffan (1885–1957), Flottenarzt der Kriegsmarine und Blutgruppenforscher der Rassenforschung
- Emil Gerstner (1887–1944), Wirtschaftswissenschaftler
- Werner Steffan (1890–1973), Konteradmiral
- Werner Zahn (1890–1971), Jagdpilot im Ersten Weltkrieg, Rennfahrer, Weltmeister im Bobsport
- Fritz Lamerdin (1911–1993), Forstbeamter und Naturschützer
- Georg Steinbrenner (1911–1999), Verwaltungsjurist, von 1954 bis 1972 Landrat des Landkreises Heidelberg
- Hubert Debatin (1914–1992), römisch-katholischer Pfarrer, Chorbischof der syromalankarischen Kirche und Träger des Bundesverdienstkreuzes
- Rainer Kircher (* 1940), ehemaliger Feuerwehrkommandant und Kommunalpolitiker
- Dieter Matheis (* 1943), Manager
- Werner Abelshauser (* 1944), Wirtschaftshistoriker
- Anneliese Wellensiek (1958–2015), Erziehungswissenschaftlerin
- Alfred Schön (* 1962), Fußballbundesligaspieler und Juniorenweltmeister
- Martin Praska (* 1963), Maler und Grafiker
- Peter Mohr (* 1964), Präsentationstrainer und Autor
- Klaus Weese (* 1967), Freestyle-Skier
- Jeanette Wagner (* 1968), Regisseurin und Autorin, „liebeskind“
- Gregor Steinbrenner (* 1969), Fernsehmoderator, u. a. von 1995 bis 2005 Moderator der Kinderrateshow 1, 2 oder 3
- Kai Schmidt-Eisenlohr (* 1978), Landtagsabgeordneter-BW (2011–2016) und Manager
- Fabienne Königstein (* 1992), Langstreckenläuferin
- Laura Grasemann (* 1992), Freestyle-Skierin und Olympiateilnehmerin

### Personen, die mit Wiesloch in Verbindung stehen
- Thomas Naogeorg (1508–1563), Dramatiker und Reformator
- Jakob David Greiff (1776–1865), Posthalter in Wiesloch und badischer Landtagsabgeordneter
- Johann Philipp Bronner (1792–1864), Weinbauexperte und Apotheker
- Adolf Kußmaul (1822–1902), Mediziner, verlebte seine Jugendjahre in Wiesloch
- Georg August Schweinfurth (1836–1925), Afrikaforscher, seine Vorfahren stammten aus Wiesloch
- Conrad Keller (1879–1948), Bildhauer, lebte und arbeitete ab 1904 in Wiesloch
- Otto Bender (1897–1988), NSDAP-Kreisleiter im Amtsbezirk Wiesloch, von 1933 bis 1945 Bürgermeister von Wiesloch
- Gerhard Engelsberger (* 1948), ev. Pfarrer und Buchautor
- Ute Vogt (* 1964), Politikerin (SPD), wuchs in Wiesloch auf und war Mitglied des örtlichen Stadtrats
- Thorsten Krings (* 1968), Hochschullehrer, stellvertretender Bürgermeister
- Lars Castellucci (* 1974), Politiker (SPD), lebt in Wiesloch und war von 2001 bis 2013 Vorsitzender der SPD-Fraktion im Wieslocher Gemeinderat
- Jürgen Kretz (* 1982), Politiker (Bündnis 90/Die Grünen), lebt in Wiesloch
- The Busters, eine der erfolgreichsten deutschen Ska-Bands (gegründet 1987)